# 稲葉実
稲葉 実（いなば みのる、1951年11月8日 - ）は、日本の俳優、声優。静岡県出身。賢プロダクション所属。

## 来歴
静岡県立相良高等学校卒業。
1975年にデビュー後は、ぐるーぷえいと、ぷろだくしょんバオバブ、九プロダクションを経て、賢プロダクション所属となった。

## 人物
声種はハイバリトン。
声優としてはアニメ、吹き替え、ナレーションを中心に活躍。やさしげな父親、威厳のある上司、恐ろしげな敵の親玉、ちょっと間抜けな悪役といった演じる役柄の幅は広い。
趣味は海釣り。

## 出演
太字はメインキャラクター。

### テレビアニメ
1976年
- ポールのミラクル大作戦（兵士B、男A、牧師、騎士B、隊員 他）

1977年
- 一発貫太くん（キャッチャー）
- ヤッターマン（1977年 - 1978年、王子A、客、海坊主、猟師）

1978年
- 家なき子
- 科学忍者隊ガッチャマンII（ギャラクター隊長、ギャラクター隊員、ギャラコンA）
- はいからさんが通る（ポリス、警部、兵士A、警官、和服）
- 若草のシャルロット（牧童頭、村人C、カウボーイ）

1979年
- 科学忍者隊ガッチャマンF（ギャラクター、防衛軍、ギャラクター隊長）
- ザ☆ウルトラマン（1979年 - 1980年、漁師A、兵士A、副官 他）
- シートン動物記 りすのバナー（いたち）
- ゼンダマン（新撰組組員、船員、警官）
- ドカベン（小平、菊池）
- ドラえもん（テレビ朝日版第1期）（1979年 - 2004年、おじさん 他）
- 未来ロボ ダルタニアス（技師）

1980年
- あしたのジョー2（1980年 - 1981年）
- 宇宙戦士バルディオス（1980年 - 1981年、士官B、所員、隊員、コンピューター、モーガン 他）
- 釣りキチ三平（ポール）
- 伝説巨神イデオン（レクラン将軍）
- とんでも戦士ムテキング（魚屋）
- ニルスのふしぎな旅（がちょう、アライグマ、牛）
- のどか森の動物大作戦（アダム）
- ベルサイユのばら（覆面の刺客）
- ムーの白鯨

1981年
- ゴールドライタン（ビッグ、ナレーター）
- 新・ど根性ガエル
- ダッシュ勝平（1981年 - 1982年、委員長、不良学生、レフェリー、持国天、本田の父 他）
- 鉄腕アトム (アニメ第2作)（アナウンサーの声、ボス・ロボット）
- 忍者ハットリくん
- 百獣王ゴライオン（ゴブラ）
- まいっちんぐマチコ先生（役員）
- 名犬ジョリィ（雑貨屋）
- ヤットデタマン（兵士、黒子、召し使い、隊長、市民B）

1982年
- 愛の戦士レインボーマン（ドクトル・ギルバ）
- おはよう!スパンク
- 科学救助隊テクノボイジャー（調査官）
- 逆転イッパツマン（1982年 - 1983年、キャプテン、ベーブルース、トム、リーデン・ブロック、三冠王、ワルベエ、神父）
- 戦闘メカ ザブングル（カルダス）
- 超時空要塞マクロス（リン・シャオチン、オイグル）
- スペースコブラ（1982年 - 1983年）
- ときめきトゥナイト（院長、家庭教師、村人A）
- 一ッ星家のウルトラ婆さん
- 魔法のプリンセス ミンキーモモ（1982年 - 1983年、ドラキュラ、バード博士、アナウンサー、ファット、小人C、番人）

1983年
- 亜空大作戦スラングル（サザール）
- イタダキマン（盗賊、イノシシーン）
- 機甲創世記モスピーダ（長老）
- キャッツ♥アイ（宝石店店主）
- キャプテン
- 銀河漂流バイファム（1983年 - 1984年、兵士、クラウド、メルの父、スコットの父）
- 装甲騎兵ボトムズ（1983年 - 1984年、テープの声、メキット、兵士A、兵士C、幹部B、兵士）
- タイムスリップ10000年プライム・ローズ
- 特装機兵ドルバック（ジョナサン）
- 魔法の天使クリィミーマミ（1983年 - 1984年、慎悟の父、ヒロシ 他）
- 未来警察ウラシマン（ジョー、所長、男）
- パーマン

1984年
- 銀河パトロールPJ（ピエール）
- 機甲界ガリアン（1984年 - 1985年、将校B、将校、兵士、指揮官、事務官）
- 超力ロボ ガラット（1984年 - 1985年、用心棒、医師、カントク）
- 牧場の少女カトリ（農夫）
- よろしくメカドック（丸山、男1、部長）
- ルパン三世 PARTIII（1984年 - 1985年）

1985年
- あした天気になあれ
- 蒼き流星SPTレイズナー（1985年 - 1986年、ビル、医師A、参謀A、リーダー、ジェームズ、隊員A、将校A 男A、下士官A、ジョン、士官A）
- 昭和アホ草紙あかぬけ一番!（1985年 - 1986年、エノキ、理事長）
- タッチ（1985年 - 1987年、坂田、大熊）
- 炎のアルペンローゼ（ズグ）

1986年
- あんみつ姫（赤ベエ、ボンゴレ、将軍、スフィンクス）
- 宇宙船サジタリウス（ガミン大統領）
- 機動戦士ガンダムΖΖ（マガニー、デューン、兵士）
- 三国志II 天翔ける英雄たち（武将）
- 青春アニメ全集「潮騒」（高島灯台長）
- ドテラマン（格さん）
- プロゴルファー猿（1986年 - 1987年、鍋島、カメラマン、支配人、部下A、影プロ、蟹沢、アナウンス）
- 炎のアルペンローゼ（ズグ）
- マシンロボ クロノスの大逆襲（グルジオス）

1987年
- 赤い光弾ジリオン（パトロール兵）
- エスパー魔美（男A、ハンター、アナウンサー、山田、監督）
- 機甲戦記ドラグナー（スパイ、男、艦長、実力者、副官）
- グリム名作劇場（1987年 - 1988年、粉ひきの親父、木こり、ハンスの父、料理店店主、農夫、重臣、北風、豪傑、コック、隊長）
- マシンロボ ぶっちぎりバトルハッカーズ（ソリコンダー、リキミネス、キズーン）
- シティーハンター（1987年 - 1989年、組員、幹部、手下、隊長、大使、幹部B） - 3シリーズ
- 陽あたり良好!（校長）

1988年
- おそ松くん（1988年 - 1989年、銀行ギャング 他）
- 魁!!男塾（ジョージ）
- 新グリム名作劇場（1988年 - 1989年、四本尾の狐、子供、兵士B、親方、重臣）
- それいけ!アンパンマン（ブルおじさん、犬のおまわりさん〈2代目〉、クラブ銃士〈初代〉他）
- 闘将!!拉麵男（斬馬、龍尾、三重出山）
- ついでにとんちんかん
- 鉄拳チンミ（村長）
- のらくろクン（部長、おじいちゃん、海賊、山田）
- ビリ犬（1988年 - 1989年、校長先生、元祖主人） - 2シリーズ
- 魔神英雄伝ワタル（1988年 - 1989年、ドンゴロ将軍〈初代〉、警官、ザン・コック）
- 鎧伝サムライトルーパー（1988年 - 1989年、妖邪兵、コクヨウエン、ガシュウラ）

1989年
- 青いブリンク（編集者、アイポリー、カスメール）
- 昆虫物語 みなしごハッチ（1989年 - 1990年、フンコロガシ、ゲンゴロウ、グル）
- 獣神ライガー（1989年 - 1990年、警官、大男、片桐隊長）
- まじかるハット（CO2）
- 魔動王グランゾート（カジノ、鯨、チューリップ）
- ミラクルジャイアンツ童夢くん（藤田元司）
- ルパン三世 バイバイ・リバティー・危機一発!（TVアナ）

1990年
- アイドル天使ようこそようこ（蝙尾）
- 江戸っ子ボーイ がってん太助（銭形Hey次）
- 美味しんぼ（1990年 - 1993年、秀沢民男、ウェイター、正村飼育員） - 1シリーズ + 特別編1作品
- からくり剣豪伝ムサシロード（クマソン）
- ふしぎの海のナディア（ネオアトラン隊長、ノーチラス号の乗組員）
- 魔神英雄伝ワタル2（1990年 - 1991年、ムッチリーニ、ドツイタル将軍、町の老人、マルダルマ）
- 魔法使いサリー（岡部）
- YAWARA!（1990年 - 1992年、大会関係者A、審判長、大使、警備員、石倉監督）

1991年
- 機甲警察メタルジャック（城ヶ崎課長）
- 緊急発進セイバーキッズ
- 絶対無敵ライジンオー（ヤクザA、サタンJr.）
- 太陽の勇者ファイバード（船長）
- チンプイ（大臣）
- 21エモン（先生、炎の男）
- 新世紀GPXサイバーフォーミュラ（TVアナウンサー）
- 魔法のプリンセス ミンキーモモ（ドラキュラ、バード博士、ファット、小人C、番人）
- 丸出だめ夫（ウメコ&モモコの父、ゴリラ先生、クマ、家庭教師B、ドッチの父）

1992年
- スペースオズの冒険（アルヘリヒト）
- 楽しいムーミン一家 冒険日記（ウィムジー）
- ファンタジーアドベンチャー 長靴をはいた猫の冒険
- ママは小学4年生（山口大作）
- 幽☆遊☆白書（1992年 - 1994年、岩本先生、黄玉、親方 他）
- 横山光輝 三国志
- ルパン三世 ロシアより愛をこめて

1993年
- クレヨンしんちゃん（1993年 - 2020年、カウンセラー、カスカベ書店の客、畑良加世留造、乾田部長、曽羽内肇 他）
- 剣勇伝説YAIBA（三好清海入道）
- しましまとらのしまじろう（ロボット、時間の精、おじさん）
- 忍たま乱太郎（1993年 - 2024年、宇奈月十太夫、加藤飛蔵 他）
- 勇者特急マイトガイン（アッパー）

1994年
- 機動武闘伝Gガンダム（飛龍、ジャック・イン・ダイヤ、高官B）
- サッカーフィーバー（ロベルト）
- ハックルベリー・フィン物語（仲買人、団長）
- 魔法騎士レイアース（宿の主人）
- 魔法陣グルグル（カセギゴールド、タテジワネズミ、ウッカ12世、アグビィ）
- ヤマトタケル（ロカの父、イナバ、コヨーテ）
- レッドバロン（トム）

1995年
- オズ・キッズ
- 怪盗セイント・テール（フクヤマ）
- 獣戦士ガルキーバ（ミラージュ）
- 新機動戦記ガンダムW（ドクターJ）
- スレイヤーズ（1995年 - 2008年、ランディ、フィル王子〈2代目〉） - 3シリーズ
- ドッカン!ロボ天どん（ガラポンおやじ、医者）
- 飛べ!イサミ（ゴールデン天狗）
- NINKU -忍空-（白虎）
- バーチャファイター（アナウンス）
- ロミオの青い空（リゾ）

1996年
- 赤ちゃんと僕（向井公一〈園長先生の兄〉）
- 家なき子レミ（ジェラール）
- 怪傑ゾロ（カササギ）
- ガンバリスト!駿（会長）
- きこちゃんすまいる（めぐみの父）
- 機動新世紀ガンダムX（ライク・アント、カザフ、産業顧問）
- 超者ライディーン（セガワ）
- はじめ人間ゴン（男の人）
- みどりのマキバオー（ヒゲサイクロン）
- 名犬ラッシー（ヘンリー）
- 名探偵コナン（1996年 - 2022年、小泉小太郎、杉山精一、楠田刑事、持田英男、大西刑事、島崎安信、田淵学、今岡海四郎、勝又力、武上均、寺内哲二、石間明彦 他）
- 勇者指令ダグオン（デスコップ）
- るろうに剣心 -明治剣客浪漫譚-（1996年 - 1998年、坂田、月王、風一族の長）

1997年
- CLAMP学園探偵団（館長）
- 手塚治虫の旧約聖書物語（ハム）
- フォーチュン・クエストL（アンリ）
- マッハGoGoGo（1997年版）（響大輔）
- 勇者王ガオガイガー（プロデューサー）

1998年
- Weiß kreuz（偽日影）
- ガサラキ（ウェイン大将）
- 剣風伝奇ベルセルク（白虎団長 / 白虎将軍）
- センチメンタルジャーニー（保坂由之）
- 超魔神英雄伝ワタル（カーメーン）
- ブレンパワード（軍人A）
- ロスト・ユニバース（マリガン）

1999年
- GTO（委員A）
- 週刊ストーリーランド（男、教師、おじさん）
- セラフィムコール（あやかのパパ）
- 小さな巨人 ミクロマン（チェーンスパイダー）
- デビルマンレディー（米大使）
- 無限のリヴァイアス（工作員A）

2000年
- アルジェントソーマ（所長）
- 機巧奇傳ヒヲウ戦記（岩瀬、講釈師）
- 陽だまりの樹（主人）
- ファーブル先生は名探偵（バレリー署長）
- BRIGADOON まりんとメラン（医師）

2002年
- あたしンち（2002年 - 2009年、同僚1、庄屋、女将の父、パン屋の店長、加藤先生）
- Witch Hunter ROBIN（教授）
- 機動戦士ガンダムSEED（ウィリアム・サザーランド、軍医）
- 激闘!クラッシュギアTURBO（武蔵一道）
- 攻殻機動隊 STAND ALONE COMPLEX（大佐）
- サイボーグ009 THE CYBORG SOLDIER（フレゲー）
- 七人のナナ（半田実）
- 真・女神転生Dチルドレン ライト&ダーク（村長）
- 爆闘宣言ダイガンダー（シュリマン）
- バロムワン（白鳥健一）

2003年
- WOLF'S RAIN（店主）
- ギルガメッシュ（医師）
- 高橋留美子劇場（医者）
- 高橋留美子劇場 人魚の森（草吉）
- 探偵学園Q（神原弘道）

2004年
- KURAU Phantom Memory（才藤）
- 鉄人28号（第4作）（大塚署長 / 大塚所長）
- 冒険王ビィト（ムガイン）
- MADLAX（重役、専務）
- MONSTER（元秘書）
- 焼きたて!!ジャぱん（ユルリック・ラメ）

2005年
- CLUSTER EDGE（印刷屋）
- こてんこてんこ（ダルマ、長老バグー、保安官）
- ブラック・ジャック（下駄警部、ツボちゃん、コーチ）
- まじめにふまじめ かいけつゾロリ（2005年 - 2006年、ワンドック博士、魔法使い）

2006年
- 怪 〜ayakashi〜 四谷怪談（宅悦）
- ケモノヅメ（1980年の大葉久太郎）
- コードギアス 反逆のルルーシュ（澤崎敦）
- 彩雲国物語（青巾党頭目、大旦那、酔っ払い）
- 蒼天の拳（田学芳）
- 出ましたっ!パワパフガールズZ（シルクハット）
- バーテンダー（峰山竜司）
- Project BLUE 地球SOS（トニー・キムラ）

2007年
- エレキング the Animation（眠れるお父さん）
- 風のスティグマ（風巻兵衛）
- シグルイ（丸子彦兵衛）
- 祝!(ハピ☆ラキ)ビックリマン（魔黒森ゴシック）
- BLUE DROP 〜天使達の戯曲〜（長谷川〈マリの運転手〉）
- 魔人探偵脳噛ネウロ（海野浩二）
- モノノ怪 「化猫」（門脇栄）
- レンタルマギカ（校長）

2008年
- ゲゲゲの鬼太郎（第5作）（2008年 - 2009年、百目、はたおんりょう、グハ）
- はっけん たいけん だいすき!しまじろう（2008年 - 、ガオガオさん） - 3シリーズ
- 秘密 〜The Revelation〜（榎木聡一）
- 薬師寺涼子の怪奇事件簿（丸岡警部）
- 我が家のお稲荷さま。（源さん、調理人）

2009年
- 犬夜叉 完結編（薬老毒仙）
- クロスゲーム（前野千太郎）
- 真マジンガー 衝撃!Z編 on television（ブロッケン伯爵）
- 蒼天航路（厳忠）
- はじめの一歩 シリーズ（2009年 - 2013年、サカグチ） - 2シリーズ

2010年
- サザエさん（南）
- スティッチ! 〜ずっと最高のトモダチ〜（ソミーもん太郎）
- ドラえもん（テレビ朝日版第2期）（2010年 - 2018年、おもちゃ屋さん、あばら屋店主、店主、老人、コメンテーター 他）

2011年
- GOSICK -ゴシック-（モーリス）
- たまゆら〜hitotose〜（楓の祖父）
- Dororonえん魔くん メ〜ラめら（シャッポじい）
- ひめチェン!おとぎちっくアイドル リルぷりっ（ウラシマ）
- ONE PIECE（2011年 - 2024年、ナグリ、ネプチューン、モンジイ、クローバー〈2代目〉）

2012年
- アクエリオンEVOL（エルコ）
- 機動戦士ガンダムAGE（メデル・ザント）
- リトル・チャロ〜東北編〜（ヨシオ）

2013年
- ガンダムビルドファイターズ（珍庵師匠）
- 義風堂々!! 兼続と慶次（木食応其）
- ポケットモンスター THE ORIGIN（フジ老人）

2014年
- パックワールド（マスター・グー）

2015年
- うしおととら（海座頭）
- オーバーロード（カジット・デイル・バダンテール）
- 牙狼〈GARO〉-炎の刻印-（ガスパール・モンテス）
- ガンスリンガーストラトス（風澄徹〈老人〉）
- ポケットモンスター XY（2015年 - 2016年、フクジ） - 2シリーズ
- まじっく快斗1412（ロバート）

2016年
- 亜人（岸先生）
- ガーリッシュナンバー（万葉の父）
- 怪盗ジョーカー（ご隠居）
- 境界のRINNE（黒井田永世十段）
- 新あたしンち（加藤先生）
- DAYS（水樹の祖父）
- デュエル・マスターズ VSRF（切札勝Z）
- パズドラクロス（2016年 - 2018年、ヴァハトン）
- 不機嫌なモノノケ庵（2016年 - 2019年、藤原達磨） - 2シリーズ
- 僕のヒーローアカデミア（2016年 - 2024年、ドクター） - 5シリーズ
- マクロスΔ（大統領）

2017年
- 鬼平（八丁目清五郎）
- 最遊記RELOAD BLAST（李塔天）
- デュエル・マスターズ（切札勝Z）
- トミカハイパーレスキュー ドライブヘッド 機動救急警察（車田乗太郎）

2018年
- 伊藤潤二『コレクション』（男）
- 銀魂.（ダン）
- 銀河英雄伝説 Die Neue These 邂逅（フリードリヒ4世）
- レイトン ミステリー探偵社 〜カトリーのナゾトキファイル〜（ドン・ポール）
- アンゴルモア 元寇合戦記（少弐資能）
- RErideD-刻越えのデリダ-（ハンス・アンドレイ）
- ジョジョの奇妙な冒険 黄金の風（老人）
- バキ（2018年 - 2020年、本部以蔵） - 2シリーズ

2019年
- B-PROJECT〜絶頂*エモーション〜（アンディ）
- ゾイドワイルド（タンマ村 村長）
- グリムノーツ The Animation（爺さん）
- パズドラ（2019年 - 2020年、学園長、ヴァハトン）
- キャロル&チューズデイ（運転手）
- ゲゲゲの鬼太郎（第6作）（猫仙人）
- ゾイドワイルド ZERO（2019年 - 2020年、フランク・ランド）

2020年
- ドロヘドロ（十字目のジジイ）
- 歌舞伎町シャーロック（サスケ）
- アサティール 未来の昔ばなし（バシール、長老）
- シャドウバース（じいや）
- もっと!まじめにふまじめ かいけつゾロリ（2020年 - 2021年、ドッテンバッタン） - 2シリーズ

2021年
- デュエル・マスターズ キング（大長老）
- 最果てのパラディン（2021年 - 2023年、バグリー） - 2シリーズ

2022年
- ユーレイデコ（オジキ）
- 妖怪ウォッチ♪（チョコボー①）
- BORUTO-ボルト- NARUTO NEXT GENERATIONS（マルタ）
- 名探偵コナン 犯人の犯沢さん（大上祝二郎）

2023年
- 名探偵コナン 警察学校編 Wild Police Story（警察学校長）
- アイドルマスター シンデレラガールズ U149（部長）

2025年
- ウィッチウォッチ（本）

### 劇場アニメ
1981年
- 機動戦士ガンダムII 哀・戦士編（ステッチ）

1982年
- SPACE ADVENTURE コブラ
- 忍者ハットリくん ニンニン忍法絵日記の巻（花見の客C）

1984年
- 忍者ハットリくん+パーマン 超能力ウォーズ（男B）
- 冒険者たち ガンバと7匹のなかま

1985年
- 忍者ハットリくん+パーマン 忍者怪獣ジッポウVSミラクル卵（運転手）

1986年
- GREY デジタル・ターゲット（メイ）
- タッチ 背番号のないエース（坂田）

1987年
- タッチ3 君が通り過ぎたあとに -DON'T PASS ME BY-（大熊）

1988年
- 県立海空高校野球部員山下たろーくん（審判）

1989年
- ヴイナス戦記（バーテン）

1991年
- 機動戦士ガンダムF91（ボブルス）

1992年
- 機動戦士ガンダム0083 ジオンの残光（ヴィリィ・グラードル）

1994年
- ドラえもん のび太と夢幻三剣士（隊長）

1995年
- キキとララのママってすてき!（お月様）
- ドラえもん のび太の創世日記（源頼光）

1996年
- 映画 忍たま乱太郎（加藤飛蔵）
- スレイヤーズRETURN（老魔道士）

1997年
- スレイヤーズぐれえと（おやじ）

1998年
- 新機動戦記ガンダムW Endless Waltz 特別編（ドクターJ）

1999年
- ガンドレス（アリ・ジャイーブ・ハッサン）

2000年
- ドラえもん のび太の太陽王伝説（医者）

2003年
- ドラえもん のび太とふしぎ風使い（嵐族F）

2007年
- 河童のクゥと夏休み（宿の客〈夫〉）
- 鉄人28号 白昼の残月（大塚署長）
- 名探偵コナン 紺碧の棺（上平巡査）

2009年
- レイトン教授と永遠の歌姫（ドン・ポール）

2012年
- 名探偵コナン 11人目のストライカー（松崎幸司）

2013年
- 映画 ドキドキ!プリキュア マナ結婚!!?未来につなぐ希望のドレス（シルバークロック）

2014年
- 楽園追放 -Expelled from Paradise-（高官A）
- サンタ・カンパニー（謎の店主）

2015年
- 映画かいけつゾロリ うちゅうの勇者たち（ムムジィ）

2016年
- CYBORG009 CALL OF JUSTICE（モンク：ラジーブ・シャマラン）
- しまじろうのわお! しまじろうとえほんのくに（ガオガオさん）

2017年
- しまじろうのわお! しまじろうとにじのオアシス（ガオガオ）

2018年
- しまじろうのわお! まほうのしまの だいぼうけん（ガオガオさん）

2019年
- 劇場版ポケットモンスター ミュウツーの逆襲 EVOLUTION（博士）
- しまじろうとうるるのヒーローランド（ガオガオさん）

2021年
- しまじろうとそらとぶふね（ガオガオさん）

2022年
- 映画しまじろう しまじろうとキラキラおうこくのおうじさま（ガオガオさん）

2024年
- 映画しまじろう ミラクルじまのなないろカーネーション（ガオガオさん）

2025年
- しまじろうと ゆうきのうた（ガオガオさん）

### OVA
1985年
- 銀河漂流バイファム “ケイトの記憶” 涙の奪回作戦!!（副官）
- ダーティペアの大勝負 ノーランディアの謎（管制官）
- 酎ハイれもんLOVE30S 雨にぬれても

1986年
- 蒼き流星SPTレイズナー ACT2 ル・カイン1999（オペレーターA）
- 蒼き流星SPTレイズナー ACT3 刻印2000（参謀総長）
- 機甲界ガリアン 大地の章（兵士A）
- 機甲界ガリアン 鉄の紋章（将校A）
- 装甲騎兵ボトムズ ビッグバトル（男A）

1987年
- 傷追い人（1987年 - 1988年、刑事、ホワイト大佐）
- ダーティペア（中佐、バーテン）
- 魔女っ子クラブ4人組 A空間からのエイリアンX（如月みどり）

1988年
- 麻雀飛翔伝 哭きの竜（美好）

1989年
- アッセンブル・インサート（おやじ、首相）
- 華星夜曲（男A）
- 機動戦士ガンダム0080 ポケットの中の戦争（チャーリー）
- クラッシャージョウ 氷結監獄の罠（看守長）
- 真 魔神英雄伝ワタル（キンカック）
- 鎧伝サムライトルーパー外伝（忍者、ポリス）
- 力王 RIKI-OH 等括地獄（源太郎）

1990年
- 押忍!!空手部（大門純、樫山）
- おそ松くん イヤミはひとり風の中
- ダーティペア 謀略の005便（デュバール宇宙軍将校）
- 魔動王グランゾート 最後のマジカル大戦（兵士）

1991年
- カプリコン（ヨットル博士）
- 機動戦士ガンダム0083 STARDUST MEMORY（ヴィリィ・グラードル、クルト、艦長）
- ザ・学園超女隊
- 創竜伝

1992年
- マグマ大使（徳田修一、エイリアン、桑原、大臣）

1993年
- キキとララのお姫さまになりたい（月）
- 魔神英雄伝ワタル-終わりなき時の物語-（修羅童子）

1994年
- 装甲騎兵ボトムズ 赫奕たる異端（ヤンツェ）

1995年
- あたし天使あなた悪魔（父ちゃん）
- 沈黙の艦隊（1995年 - 1998年、内海〈初代〉、サンディエゴ艦長、ヘンドリック・ドール）

1996年
- 僕のセクシャルハラスメント（澤村正隆）

1997年
- 新機動戦記ガンダムW Endless Waltz（ドクターJ）
- B'T X NEO（学者A）

1998年
- 新・男樹（鬼道）

1999年
- 機動戦士ガンダム 第08MS小隊 ラスト・リゾート（士官）

2000年
- からくりの君（下忍頭）

2002年
- 七人のナナ（教頭先生）
- ナースウィッチ小麦ちゃんマジカルて（大馬神）

2003年
- IZUMO（大宮司）

2005年
- GUNDAM EVOLVE../7 XXXG-00W0 WING GUNDAM ZERO（ドクターJ）

2006年
- 名探偵コナン 消えたダイヤを追え! コナン・平次vsキッド!（岩爪一真）

2007年
- 装甲騎兵ボトムズ ペールゼン・ファイルズ（検事）
- なっとうボーイ（魔ナットウ男）

2008年
- こどものじかん 特別編 くろちゃんとしろちゃん（教頭先生）
- 念仏物語 親鸞さま ねがい、そして ひかり。

2011年
- 最遊記外伝（李塔天）
- SUPERNATURAL: THE ANIMATION（スティーヴ）

2013年
- 機動戦士ガンダムAGE MEMORY OF EDEN（メデル・ザント）

2016年
- 機動戦士ガンダム0083 STARDUST MEMORY 宇宙の蜉蝣2（ヴィリィ・グラードル）

### Webアニメ
2006年
- 幕末機関説 いろはにほへと（黒田了介）

2015年
- ニンジャスレイヤー フロムアニメイシヨン（笑い爺）

2017年
- ガンダムビルドファイターズ GMの逆襲（珍庵師匠）

2018年
- B: The Beginning（2018年 - 2021年、ボリス・マイヤー） - 2シリーズ

2020年
- 攻殻機動隊 SAC 2045（ニード）

2021年
- ぽかぽかマグマッグハウス（祖父）

2022年
- スーパードラゴンボールヒーローズ プロモーションアニメ（メチカブラ）

2023年
- PLUTO（大学教授)

### ゲーム
1991年
- ラングリッサー（アルバート）

1994年
- YAWARA!2

1996年
- エクストラブライト（要塞司令）
- ラングリッサーIII（ウィリアム、クライスト、ガイエル、グロブ、オーヴァ）

1998年
- クロス探偵物語（冴木達彦）
- ラングリッサーV 〜The End of Legend〜（魔将軍ガイエル）

1999年
- サルゲッチュ（おじさん）
- レジェンドオブドラグーン（ハッシェル）

2000年
- SDガンダム GGENERATION（2000年 - 2016年、ウッディ・マルデン、レンチェフ、デューン、シェルフ・シェフィールド、ジャック・イン・ダイヤ） - 4作品
- 機動戦士ガンダム ギレンの野望 ジオンの系譜（ヴィリィ・グラードル、連邦軍将校）
- 高機動幻想ガンパレード・マーチ（市長）

2001年
- サンライズ英雄譚2（ドクターJ）
- ジオニックフロント 機動戦士ガンダム0079（レンチェフ）

2002年
- 機動戦士ガンダム ギレンの野望 ジオン独立戦争記（ヴィリィ・グラードル、クルト、エリオット・レム、ハーヴィック社重役）
- スタートレック：ザ・フォールン（クワーク）

2004年
- 機動戦士ガンダム 戦士達の軌跡（ステッチ、レンチェフ）
- スーパーロボット大戦MX（グルジオス）
- 鉄人28号（大塚署長）

2005年
- OZ -オズ-（トト）
- 機動戦士ガンダム 一年戦争（ウッディ・マルデン）
- キングダム ハーツII（デール）
- スーパーロボット大戦MX ポータブル（グルジオス）
- ソウルキャリバーIII（ロック・アダムス）
- 冒険王ビィト ダークネスセンチュリー（ムガイン）

2007年
- Halo 3
- レイトン教授と悪魔の箱（ドン・ポール）
- レイトン教授と不思議な町（ドン・ポール）

2008年
- 機動戦士ガンダム ギレンの野望 アクシズの脅威（ヴィリィ・グラードル、クルト、デューン、連邦軍将校）
- コードギアス 反逆のルルーシュ LOST COLORS（澤崎）
- レイトン教授と最後の時間旅行（ドン・ポール）

2009年
- アサシン クリード II
- キングダム ハーツ コーデッド（デール）
- テイルズ オブ ヴェスペリア（宿屋の主人）※PS3版

2010年
- キングダム ハーツ Re:コーデッド（デール）
- キングダム ハーツ バース バイ スリープ（デール）
- デッドストームパイレーツ（2010年 - 2014年、ジョセフ） - 2作品
- HEAVY RAIN 心の軋むとき（チャールズ・クレイマー）

2011年
- アンチャーテッド 砂漠に眠るアトランティス（ラムセス）
- 機動戦士ガンダム 新ギレンの野望（ヴィリィ・グラードル、デューン、クルト、連邦軍将校）
- Kinect: ディズニーランド・アドベンチャーズ（バズ・ライトイヤー）

2012年
- 機動戦士ガンダムAGE ユニバースアクセル / コズミックドライブ（メデル・ザント）
- Kinect スター・ウォーズ
- Kinect ラッシュ: ディズニー/ピクサー アドベンチャー（バズ・ライトイヤー）
- Glass Heart Princess（姫乃門治）
- 第2次スーパーロボット大戦Z 再世篇（ブロッケン伯爵）
- ONE PIECE ワンピーベリーマッチIC（ネプチューン）

2013年
- Glass Heart Princess:PLATINUM（姫乃門治）

2014年
- キングダム ハーツ HD 2.5 リミックス（デール）
- 第3次スーパーロボット大戦Z 時獄篇（ブロッケン伯爵）

2015年
- グランブルーファンタジー（バス）
- ドラゴンクエストVIII 空と海と大地と呪われし姫君（ルイネロ）
- スーパーロボット大戦BX（ブロッケン伯爵）
- スター・ウォーズ バトルフロント
- バットマン アーカム・ナイト（アルフレッド・ペニーワース）

2016年
- ポッ拳 POKKÉN TOURNAMENT（ウォルター）
- バトルフィールド1（ルカ）
- ロードス島戦記オンライン（ギム）

2017年
- スーパーロボット大戦V（ブロッケン伯爵、グレムト・ゲール）
- ファイアーエムブレム Echoes もうひとりの英雄王（ノーマ）
- スター・ウォーズ バトルフロントII (2017)（アクバー提督）

2018年
- スーパーロボット大戦X（ザン・コック、ブロッケン伯爵）
- モンスターストライク（デール）

2019年
- テイルズ オブ ヴェスペリア REMASTER（宿屋の主人）
- キングダム ハーツIII（デール、バズ・ライトイヤー）
- スーパードラゴンボールヒーローズ ワールドミッション（メチカブラ）

2022年
- 鋼の錬金術師 MOBILE（フー）

2024年
- スーパーロボット大戦DD（ザン・コック）

2025年
- ファイアーエムブレム ヒーローズ（ノーマ）

### ドラマCD
- アクエリオンEVOL「そして、君に出会う物語」（エルコ）※BD/DVD第1巻特典ドラマCD
- 英雄伝説IV 朱紅い雫（レミュラス）
- Weiß kreuz Glühen II Theater Of Pain（佐藤大膳）
- NIGHTRUTH（宮条豪次郎）
- 餓沙羅鬼見聞録CD1「風の記憶 砂の伝承」（木星探査船船長）
- 機甲警察メタルジャック HARD PLAY（城ヶ崎課長）
- 久遠の絆平安編（賀茂保憲）
- 孔明のヨメ。（黄承彦[54]）
- CDシアター ドラゴンクエストIV（モルダム）
- ストリートファイターZERO 外伝 〜春麗旅立ちの章〜（祖父、男3、組織の男3、組織の男7、組織の男9）
- ダーティペア ラブリーエンゼル ユリ&ケイ（平賀源内）
- 東京少年王 闇の貴公子参上（武田龍之介）
- バトル・マスター 究極の戦士たち（ナレーション）
- GファンタジーコミックCDコレクション ファイアーエムブレム暗黒竜と光の剣（ガーネフ）
- FALCOM SPECIAL BOX '96 [DISC2] CDドラマ ブランディッシュ外伝（グランパ）
- 人形草紙あやつり左近（黒川）
- ニンジャスレイヤー（笑い爺）※ドラマCD付き特装版
- 最遊記外伝（李塔天）
- 最終神話戦争イデアオペラ オリジナルドラマCD 第1章 罅割れたミュトス（ナレーション）
  - 最終神話戦争イデアオペラ オリジナルドラマCD 第2章 彷徨う冥界の扉（ナレーション）
  - 最終神話戦争イデアオペラ オリジナルドラマCD 第3章 輝ける悠遠の女神（ナレーション）
- 天使祝詞（木島）
- 魔神英雄伝ワタル2 虎王夢伝説（ナレーション）
- 魔神英雄伝ワタル3 CDシネマ2、3（ハデハデス村村長）
- 魔神英雄伝ワタル4 CDシネマ2「小さな恋の海火子」（密偵X）
- 魔神英雄伝ワタル外伝 CDシネマ4 ピュアピュアヒミコ 第四巻（署長）
- 烈風の騎士姫（フィリップ三世）

### ラジオドラマ
- FMステレオ紀行ドラマ パチャカマに落ちる陽
- VOMIC 嘘喰い（夜行妃古壱）
- ダーティペア91（平賀源内）
- 義風堂々!!〜音語り〜 文化放送JOQR（木食応其）
- ラジメーション 魔神英雄伝ワタル4 第2話「小さな恋の海火子」（密偵X）

### 吹き替え

#### 担当俳優
アーミン・シマーマン
- スタートレックシリーズ（クワーク）
  - スタートレック:ディープ・スペース・ナイン
  - スタートレック:ヴォイジャー

- 探偵レミントン・スティール（ネストール・バーソロミュー）

アンソニー・ジョン・デニソン
- クローザー（アンディ・フリン警部補）
- 犯罪捜査官ネイビーファイル シーズン10 #14（ステファン・ステファノポリス海軍中佐）
- Major Crimes 〜重大犯罪課（アンディ・フリン警部補）

カルロス・アラズラキ
- ジェネレーター・レックス（ハットン教官）
- ハッピー フィート（ネスター）
- ハッピー フィート2 踊るペンギンレスキュー隊（ネスター）

キース・デイヴィッド
- アウター・リミッツ シーズン6（イアン・メリット）
- ピッチブラック（アブ“イマム”・アル・ワリド）※新ソフト版
- メリーに首ったけ（チャーリー・ジェンセン）
- リディック アニメーテッド（イマム）

ケヴィン・マクナルティ
- 新アウターリミッツ シーズン6 #1（エヴェレット・コステロ）
- 天国に行けないパパ（ドレクスラー医師）
- マックスQ（オズ・ギルバート）

J・T・ウォルシュ
- 交渉人（テレンス・ニーバウム）※ソフト版
- ザ・クライアント 依頼人（ジェイソン・マクスーン）※ソフト版
- ハード・チェック（ハッピー）

ジェームズ・ベルーシ
- ジングル・オール・ザ・ウェイ（モールのサンタ）※ソフト版
- ストーカー/狂気の罠（ハリソン）
- 大逆転（ハーヴェイ）※フジテレビ版
- リーマン・ジョー!（チャック・スカーレット）※機内上映版

ジェフリー・ジョーンズ
- エド・ウッド（アメージング・クリズウェル）
- クルーシブル（トーマス・パトナム）
- ペストはカメレオン（グスタフ・シャンク）
- レッド・オクトーバーを追え!（スキップ・タイラー）※テレビ朝日版

ジョン・キャロル・リンチ
- ゴシカ（ボブ・ライアン保安官）
- ザ・ホワイトハウス シーズン2 #9（ジャック・リース）
- フェイス/オフ（ウォルトン）※テレビ朝日新録版

トロイ・エヴァンス
- ケイティ（農夫）
- ハロウィン5 ブギーマン逆襲（チャーリー・ブロック保安官代理）※VHS版
- ブラボー火星人2000（ダルトン大尉）
- マイ・ブルー・ヘブン（ニッキー）

ビル・スミトロヴィッチ
- エアフォース・ワン（ノースウッド将軍）※日本テレビ版
- 新アウターリミッツ（ジョセフ・デーン刑事）
- ミレニアム（ボブ・ブレッチャー）

ルイス・ガスマン
- Q&A（ルイス・ヴァレンタイン刑事）
- ギルティ/罪深き罪（マルティネス刑事）
- ファミリービジネス（トーレス）

#### 映画
- アーネスト キャンプに行く!（シャーマン・クレイダー〈ジョン・ヴァーノン〉）
- アーマード 武装地帯（ダンカン・アシュクロフト〈フレッド・ウォード〉）
- R.P.M. エキゾースト・ヒート（ビガーマン〈ケネス・クラナム〉）
- アイアン・ウィル/白銀に燃えて（サイモン・ランバート）
- 愛さずにはいられない（リチャード・ウィットマン〈ジョン・ベネット・ペリー〉）
- 愛という名の疑惑（リー医師）
- 愛と哀しみの果て（ベルナップ）※ソフト版
- 愛と哀しみのボレロ
- アイ・ラブ・トラブル（痩せた男〈ジェームズ・レブホーン〉、警察署長〈フランキー・フェイソン〉）
- I love ペッカー（ジミー〈マーク・ジョイ〉）
- 愛を殺さないで（シドニー・レヴィット）
- アウト・フォー・ジャスティス（入れ墨の男）※テレビ朝日版
- 悪魔の棲む家・最終章/ザ・ポルターガイスト（トバイアス）
- 悪魔の性・全裸美女惨殺の謎（交通巡查）
- 悪魔を憐れむ歌 ※ソフト版
- 悪霊喰
- アステロイド/最終衝撃（大統領〈デニス・アーント〉）※ソフト版
- アダムス・ファミリー2（ニュースキャスター〈ピーター・グレイブス〉、ジョエルの父〈バリー・ソネンフェルド〉、葬儀社〈イアン・アバークロンビー〉、警察官〈ネイサン・レイン〉、ホルヘ〈トニー・シャルーブ〉）※ソフト版
- 熱き愛に時は流れて（チーフ）
- あなたが寝てる間に…（ジョー・ファスコ、ドアマン）
- あなたに降る夢（サル・ボンテンポ〈J・E・フリーマン〉）
- アビス（大佐〈ピーター・ラトレイ〉）※ソフト版
- あひる大旋風（カーター）
- ア・フュー・グッドメン（ギブス中佐）
- アベンジャーズ（ジョーンズ大佐〈パトリック・マクニー〉）
- アメリ（コリニョン）
- アリゲーター2（ワイノ・ヘンリー）※テレビ東京版
- アルティメット（署長）
- アルマゲドン（ウォルター・クラーク〈クリス・エリス〉）※フジテレビ版
- アンダーワールド（ミッチ・リード）
- アンタッチャブル（弁護士〈ウィル・ザーン〉）※フジテレビ版
- イースト/ウエスト 遙かなる祖国（ボイコ）
- 怒りのエクスタミネーター/地獄の標的（バド・スウィーニー）
- イコン ICON（イゴール・コマロフ〈パトリック・バーギン〉）
- 1941（クロード・クラム〈マーレイ・ハミルトン〉）※BD版
- 愛しのベス・クーパー（ミスター・C/デニスの父〈アラン・ラック〉）
- 今ひとたび（ハービー）
- イレイザー（ロドリゲス神父〈イスマエル・カルロ〉）※日本テレビ版
- イン&アウト（軍の弁護士〈ダン・ヘダヤ〉）
- インデペンデンス・デイ（アルバート・ニムジッキ国防長官〈ジェームズ・レブホーン〉）※ソフト版
- インテンシティ/緊迫（ジョン・Q・シチズン〈アレックス・ディアカン〉、ジョージ・ジェスパーセン〈アルフ・ハンフリーズ〉）
- インファナル・アフェア 無間序曲（カムディ、ポール）※ソフト版
- ヴァンパイア・イン・ブルックリン ※フジテレビ版
- ヴェロニカ・ゲリン（マーティン・カーヒル）
- ウォーク・ザ・ライン/君につづく道（ビル、所長）
- ウォール街（オリー）※テレビ朝日版
- ウォール・ストリート（投資家〈オリバー・ストーン〉）
- 美しき獲物（ピーターの父）
- 運命の瞬間/そしてエイズは蔓延した（デイル・ローレンス〈クリスチャン・クレメンソン〉）
- 運命の扉（デニス・キャラハン）
- エア★アメリカ（ロブ・ディール〈デヴィッド・マーシャル・グラント〉）※ソフト版
- エア・バディ2（フレッド・デイヴィス〈ティム・コンウェイ〉）※機内上映版
- エアポート・アドベンチャー クリスマス大作戦（オリヴァー・ポーター〈ルイス・ブラック〉）
- エイリアン2（ダニエル・スパンクマイヤー〈ダニエル・カッシュ〉）※DVD・VHS版
- エイリアン・ネイション3（ブライアン・グレイザー警部）
- エイリアン・ネイション4（ブライアン・グレイザー警部）
- エイリアン バスターズ（ブレスマン巡査部長〈ウィル・フォーテ〉）
- エクスタミネーター（ショーノ〈パトリック・ファレリー〉）※テレビ東京版
- エグゼクティブ・デシジョン（キャピー〈ジョー・モートン〉）※ソフト版
- エクセス・バゲッジ/シュガーな気持ち（シムズ刑事）
- エクソシスト ビギニング（チューマ〈アンドリュー・フレンチ〉）
- es［エス］（ジグラー〈アンドレ・ユング〉）※ソフト版
- X-ファイル ザ・ムービー（ベン・ブロンシュワイグ〈ジェフリー・デマン〉、ジョン・フィッツジェラルド・バイヤース〈ブルース・ハーウッド〉）※ソフト版
- エバー・アフター（オーギュスト〈ジェローン・クラッベ〉、ピエール・ル・ピュー〈リチャード・オブライエン〉）
- エボリューション（バリー・カートライト〈グレゴリー・イッツェン〉、ギルダー判事）※ソフト版
- エリア51（エルドン・ジェームズ博士〈チャールズ・S・ダットン〉）
- エリザベス（サセックス伯〈ジェイミー・フォアマン〉）
- エリン・ブロコビッチ（テッド・ダニエルズ〈ウェイド・ウィリアムズ〉）※ソフト版
- L.A.大捜査線/狼たちの街（ジャック）
- エル・ドラド（エルマー〈ジョン・ミッチャム〉）※テレビ東京版
- Oh!大迷惑?!
- オーバー・ザ・トップ ※TBS版
- オープン・ユア・アイズ（アントニオ〈チェテ・レーラ〉）
- オールド・ルーキー
- 狼たちの絆（ウー〈ウー・フォン〉）
- おかしなおかしな訪問者（ベルネ頭取〈ジェラール・セティ〉）
- 男たちの挽歌 III アゲイン/明日への誓い（ボン軍曹）※カルチュア・パブリッシャーズ版
- 踊れトスカーナ!（ネロ）
- オフィスキラー（ゲイリー・マイケルズ〈マイケル・インペリオリ〉）
- オフビート（ジェームス〈マイク・スター〉）※テレビ東京版
- オンリー・ザ・ロンリー（レオ）
- ガールファイト（アイラ）
- カイロの紫のバラ（ギルのマネージャー）
- カウチ・イン・ニューヨーク（デニス〈ポール・ギルフォイル〉）
- 顔のないスパイ（ハイランド〈マーティン・シーン〉）
- 鏡の中の他人（ガス）
- カサブランカ（サム〈ドーリー・ウィルソン〉）※テレビ東京版
- 火山高（学年主任〈キム・イル〉）
- 風に向って走れ（兵士2、ヘンリー）
- 喝采の陰で（ラリー・コッツウィンクル）
- カッレくんの冒険（ストランド警部、グレーンじいさん）
- 彼女を見ればわかること（ロバート〈グレゴリー・ハインズ〉）
- ガバリン
- 硝子の塔（マクラケン）※ソフト版
- カリフォルニア〜ジェンマの復讐の用心棒
- ガルガメス（ヘンリック国王〈ショーン・マクナマラ〉）
- ガンジー（ダイヤー将軍〈エドワード・フォックス〉）※ソフト版
- がんばれ!ベンチウォーマーズ（メル〈ジョン・ロヴィッツ〉）
- カンフーキッド/好小子（ギャング2）
- 紀元前1億年（フランク・リノ博士〈マイケル・グロス〉）
- 危険な情事
- 危険な天使たち（署長〈ウォン・ヤッフェイ〉）
- 危険な動物たち（ネヴィル）
- キス・オブ・ザ・ドラゴン ※テレビ東京版
- 奇蹟/ミラクル（トン）
- 奇跡を呼ぶ男（タイニー〈M・C・ゲイニー〉）
- キャスパー マジカル・ウェンディ（ジュールズ〈リチャード・モール〉）
- キャノンボール3 新しき挑戦者たち（ガス・ゴールド、マイケル・スピンクス）※TBS版
- キャプテン・ロン（ビル）
- ギャング・オブ・UK（バジャー）
- 恐怖海域（デルガド〈デュエイン・ウィテカー〉）
- キラー・タトゥー（ライフル〈ソーンスター・クランマーリー〉）
- キリング・フィールド（フランス）
- 銀河伝説クルール
- キング・オブ・ハーレー（ヴァージル〈レオン・リッピー〉）※VHS版
- グース
- グーニーズ（看守）※ソフト版、（エルギン・パーキンス）※TBS版
- クールボーダー（テッド・マンツ〈ウィリー・ガーソン〉）
- クールマネー（フィル・パリス〈ジェイソン・ションビング〉）
- クール・ランニング（ロジャー）※ソフト版
- 鯨の中のジョナ（ダニエル〈ロシック・ジョコ〉）
- グッド・バーガー（オーティス〈エイブ・ヴィゴダ〉）
- 雲の中で散歩（フィリポ司祭）
- クラウド アトラス（殺し屋ビル・スモーク、女看護師ノークス、オールド・ジョージー〈ヒューゴ・ウィーヴィング〉）
- クランク家のちょっと素敵なクリスマス（フローマイヤー〈ダン・エイクロイド〉）
- グランドコントロール 乱気流（デヴィッド機長、シャマール）※旧ソフト版
- クリーチャー
- クリープショー2/怨霊（ジョージ・ランシング）
- グリーンフィンガーズ（ハッジ所長〈ウォーレン・クラーク〉）
- グリーン・ランタン（トマ・レー〈ジェフリー・ラッシュ〉）
- クリスマスに万歳!（フランキー）
- グリッドロック
- クリムゾン・タイド（リチャード・ヴァレリアーニ）※ソフト版
- グレイス・オブ・マイ・ハート（オーディションプロデューサー〈リチャード・シフ〉）
- クレイドル・ウィル・ロック（ピエール・ド・ローハン〈ブライアン・ブロフィ〉）
- クレイマー、クレイマー（グレッソン）※BD版
- グローリー・ロード（ジャッド・ミルトン）
- クロコダイル・ダンディー（ダフィ）※テレビ朝日版
- 計画殺人（リック〈デニス・ホッパー〉）
- 刑事ニコ/法の死角（ルーク〈ロン・ディーン〉）※ソフト版
- 外科医（ハノ〈ヘンリー・ヒュプヒェン〉）
- 汚れなき瞳の中に（トニー〈ジャック・アンドレオッツィ〉）
- GO!GO!ガジェット2（ブリック）
- ゴースト&ダークネス（アブドゥーラ〈オム・プリ〉）
- ゴースト・オブ・マーズ（マクシムズ）
- ゴーストバスターズ2（ミルトン・アングランド〈ケヴィン・ダン〉）※フジテレビ版
- ゴースト・ブラザー/天国から来たヒーロー（ブラッド・ネスラー）
- CODE46（バックランド〈オム・プリ〉）
- コーラス（管理人マクサンス）
- ゴールデン・チャイルド ※テレビ朝日版
- コールド マウンテン（エスコー・スワンガー〈ジェームズ・ギャモン〉）※ソフト版
- ゴーン・フィッシン'
- 恋するための3つのルール（フィリップ・クロムウェル〈ジェームズ・フォックス〉）
- 恋する40DAYS（ウォルター・サリヴァン〈バリー・ニューマン〉、マー神父〈スタンリー・アンダーソン〉）
- 恋のゆくえ/ファビュラス・ベイカー・ボーイズ（レイ）※機内上映版
- 恋はデジャ・ブ（ガス〈リック・ダコマン〉）
- 恋人ゲーム（ウォルト〈ケン・ホリデイ〉）
- 恋人はパパ/ひと夏の恋（マイク〈スティーヴン・トボロウスキー〉）
- 荒野のマニト（ショショーニ族の酋長）
- ここよりどこかで（ジミー〈ジョン・ディール〉）
- 心の旅（エディ、ダニエル）※ソフト版
- GODZILLA（ジーン）※ソフト版
- ゴスフォード・パーク（ウィリアム・マコードル〈マイケル・ガンボン〉、デクスター巡査）
- ゴッド・ギャンブラー 完結編（チン）※VHS版
- コン・エアー（スワップ・シング〈M・C・ゲイニー〉）※テレビ朝日版
- コンゴ（クロード、取調官）※ソフト版
- サイコ（トム・キャシディ、フレッド・リッチマン）※ソフト版
- サイコ（フレッド・サイモン医師〈ロバート・フォスター〉、パトロール警官〈ジェームズ・レマー〉）
- 最前線物語
- サイバー・ファイター/復讐の使者（ハリデイ）
- サイモン・セズ（ベルナール・ガブリエリ）
- サイン（カニンガム）※ソフト版
- ザ・カー（ルーク〈ロニー・コックス〉）※テレビ朝日版（追加収録部分）
- 砂塵（ケント〈ブライアン・ドンレヴィ〉）※ソフト版
- ザ・ターゲット（大統領〈サム・ウォーターストン〉）
- ザ・チェイス（バイロン・ワイルダー〈ロッキー・キャロル〉）※テレビ朝日版
- 殺人課（ダグ・ブラウン）
- サドン・デス（ヒッキー〈マイケル・ガストン〉）※テレビ朝日版
- サバイバル・ガイド（ラインハルト・ブラグドン〈アンソニー・ヒールド〉）
- ザ・ハリケーン（レオン・フリードマン弁護士〈ハリス・ユーリン〉）※日本テレビ版
- サブウェイ・パニック 1:23PM（フランク・ストーンハウス）
- ザ・フォッグ（トム・マローン〈ケネス・ウェルシュ〉）
- ザ・プレイヤー（トム・オークリー〈リチャード・E・グラント〉）※ソフト版
- ザ・ロック（ケーブルカーのツアーガイド）※テレビ朝日版
- サンキュー・スモーキング（BR〈J・K・シモンズ〉）
- サンゲリア ※TBS版
- 34丁目の奇跡（ハンター博士）
- サン・スーシの女
- サンタクロース ※テレビ朝日版
- サンタクロース・リターンズ! クリスマス危機一髪（歯の妖精〈アート・ラフルー〉）
  - ウォルト・ディズニーのサンタクローズ3/クリスマス大決戦!（歯の妖精〈アート・ラフルー〉）
- サンドラ・ブロックの恋する泥棒（オマリー捜査官〈ヤフェット・コットー〉）
- 3人のゴースト（フランクの父〈ブライアン・ドイル＝マーレイ〉）
- シークレット・オブ・アメリカ（シーモア・ペニー）
- 幸せのセラピー（ジョン・ジャコビー〈ホームズ・オズボーン〉）
- 幸せのちから（アラン・フレーケシュ〈ダン・カステラネタ〉）※ソフト版
- ジェーンに夢中!（ヴィンス）
- ジェイコブス・ラダー（フランク〈エリク・ラ・サル〉）※ソフト版
- ジェイソンZ（バド〈ロン・ヴァレラ〉）
- シェイド（ラリー・アボット〈ロバート・デヴィ〉）
- ジェシカ/妖次元の誘惑（保安官〈ニコラス・ワース〉）
- ジェニファーズ・ボディ（ミスター・ウルブレフスキー〈J・K・シモンズ〉）
- ジェフリー（ダン神父〈ネイサン・レイン〉）
- ジキル博士はミス・ハイド（マニング博士）※VHS版
- 地獄の殺人救急車/狙われた金髪の美女（ジャグヘッド〈ジェームズ・ディクソン〉）
- 地獄の戦線（コヴァック）※テレビ東京版
- 地獄の黙示録 完全版（報道写真家〈デニス・ホッパー〉）
- 史上最悪のボートレース ウハウハザブーン（学部長〈ジョン・ヒラーマン〉）
- 史上最大の作戦（オッカー中佐〈ペーター・ファン・アイク〉）※テレビ東京版
- 史上最大のスーパー・チャンピオン（フランク・ギフォード）
- 7月4日に生まれて（ニュースレポーター〈オリバー・ストーン〉、エディ）※VHS版、（コーチ、ニクソン大統領）※テレビ朝日版
- シティ・オブ・ジョイ
- 死にゆく者への祈り（ガスキン）
- シャイン（ベン・ローゼン、サム）
- シャザム!〜神々の怒り〜（ウルフ・ブリッツァー[55]）
- ジャスティス（J・M・ラング大佐〈ジョー・スパーノ〉）
- ジャスト・マリッジ（トムの父〈レイモンド・J・バリー〉）
- ジャック（ポーリー〈マイケル・マッキーン〉、リン医師〈キーオン・ヤング〉）※ソフト版
- ジャック・サマースビー（ジョセフ〈フランキー・フェイソン〉、ゴールドマン）※ソフト版
- ジャック・ザ・リッパー（アバリン警部補〈ウェイン・ロジャース〉）
- ジャック・メスリーヌ フランスで社会の敵NO.1と呼ばれた男 Part1 ノワール編（デローリエ〈ジルベルト・シコット〉）
- ジャッジメント・ナイト（レイ・コクラン〈ジェレミー・ピヴェン〉）
- シャロウ・グレイブ（マッコール刑事〈ケン・ストット〉）
- 17歳の処方箋（ヒルトンホテルのマネージャー）
- ジュリー&ジュリア（ポール・チャイルド〈スタンリー・トゥッチ〉）
- ジョーズ'87 復讐篇（ウィザースプーン〈メルヴィン・ヴァン・ピーブルズ〉）※日本テレビ版
- ショート・サーキット2 がんばれ!ジョニー5（アーノルド）※VHS版
- ショウタイム（ウィリアム・シャトナー）※ソフト版
- 勝利への旅立ち
- 少林サッカー（鎧の肌〈ティン・カイマン〉）※日本公開版
- 少林寺武者房（チェン・チンセイ）
- シルク（パルダビュー〈アルフレッド・モリーナ〉）
- シルバー・ブリット/死霊の牙（ミルト）
- 仁義なき抗争（ブラウン〈チャン・ワイマン〉）
- ジングル・オール・ザ・ウェイ（ハンメル〈ロバート・コンラッド〉）※ソフト版
- 真実の行方（バド・ヤンシー〈テリー・オクィン〉）
- シンデレラマン（フォード・ボンド〈デヴィッド・ヒューバンド〉、エイブ・フェルドマン）
- 侵入者3（ハーランド〈バリー・ハインズ〉）
- 新・ぼくはむく犬（ティム〈ティム・コンウェイ〉）
- 新ポリス・ストーリー（サイモン・ティン）※ソフト版
- シン・レッド・ライン（マクローン軍曹〈ジョン・サヴェージ〉）
- スーパー・マグナム（ヘクター）※テレビ朝日版
- スーパーマンIV/最強の敵（ヨーク軍曹）
- スイッチバック 追跡者（グラント・モンゴメリー）
- スウィート・ノベンバー（レイフォード・ダン〈ロバート・ジョイ〉）
- スウィート・リベンジ（ブレット〈ジャック・スカリア〉）
- スター・ウォーズシリーズ
  - スター・ウォーズ エピソード1/ファントム・メナス
  - スター・ウォーズ エピソード4/新たなる希望（ヴァンデン・ウィラード将軍）※劇場公開版・日本テレビ版1
  - スター・ウォーズ エピソード5/帝国の逆襲（ティグラン・ヤミロ〈レイ・ハセット〉）※劇場公開版
- スタークリスタル2（オーシャック）
- スターシップ・トゥルーパーズ（オーウェン将軍〈マーシャル・ベル〉、ディーンズ総司令官）※ソフト版
- スチュアート・リトル（レース実況アナ）※ソフト版
- ステート・オブ・グレース（デマルコ〈ジェームズ・ルッソ〉）※VHS版
- スティル・クレイジー（レス・ウィックス〈ジミー・ネイル〉）
- ストーリー・オブ・ラブ（エディ・カービー）
- ストリートファイター（次官〈サイモン・キャロウ〉）※テレビ朝日版
- スナイパー&ヒットマン（レイモンド〈クリス・クリストファーソン〉）
- スネーク・アイズ（ジミー・ジョージ〈マイケル・リスポリ〉）※ソフト版
- スパイ・ゲーム（ロバート・エイケン）※テレビ東京版
- スパイダーウィックの謎（レッドキャップ〈ロン・パールマン〉）
- スピーシーズ2（ビル・ボッグス）※ソフト版
- スピーシーズXX 寄生獣の誘惑（アーウィン・バックトン教授〈トビン・ベル〉）
- スピード（オーティズ[56]）※ソフト版
- スペース・ジャム（マイケルの父〈トム・バリー〉）
- スペースボール（リコ軍曹〈サル・ビスカソ〉）
- スリーメン&ベビー（刑事2）※フジテレビ版
- スリー・リバーズ（シド、ダグラス・ケッサー、ゲイリー・ハーディ）※ソフト版
- セイ・エニシング（内国歳入庁長官〈フィリップ・ベイカー・ホール〉）
- 世界の涯てに（チャイ・ミン）※DVD版
- 絶体×絶命（エド・フェイン刑務所長〈リチャード・リール〉）※ソフト版
- セブン（グリージィーFBI捜査官）※テレビ東京版
- 17 セブンティーン（ディサプリ刑事〈ローン・トーマス〉）
- セブンティーン・アゲイン（マーフィ）
- 008 皇帝ミッション（ファチャン〈ロー・カーイン〉、イプ・クウシン〈ウォン・ヤッフェイ〉）
- 戦場のピアニスト（ベネク）
- ソウ3（ハルディン判事〈バリー・フラットマン〉、医師）
- ダーティ・ボーイズ（チャールズ）
- ターミネーター（ピーター・シルバーマン博士〈アール・ボーエン〉）※ソフト版
- 第一容疑者（ジム・ギャリティ）
- 第一容疑者 最終章（ジョン・デヴリン）
- タイタンズを忘れない（ハーブ・タイレル〈ブレット・ライス〉）
- ダイ・ハード（アレクサンダー〈ジョーイ・プルーワ〉）※ソフト版、（ビッグ・ジョンソン〈ロバート・デヴィ〉、ジェームズ）※機内上映版
- ダイ・ハード3（フレッド・シラー博士〈スティーブン・パールマン〉）※テレビ朝日版、（ビジネスマン）※ソフト版
- タイムライン（ウィリアム・ド・ケア卿 / ウィリアム・デッカー〈マートン・チョーカシュ〉）
- タイムロック（ティーグス司令官〈マーティン・コーヴ〉、サリヴァン副所長）
- ダウンタウン（サム・パラル）
- 黄昏のチャイナタウン（フランシス・ハンナ〈ヴァン・ダイク・パークス〉、リバティ・リヴィン）
- タップス（ジョン・クーパー大尉）
- ダドリーの大冒険（チーフ〈アレックス・ロッコ〉）
- 007シリーズ
  - 007 ドクター・ノオ（デント教授〈アンソニー・ドーソン〉）※ソフト版
  - 007 ダイヤモンドは永遠に（ミスター・ウィント〈ブルース・グローヴァー〉）※TBS新録版
  - 007 私を愛したスパイ（ウェイン艦船員）※TBS新録版
  - 007 ユア・アイズ・オンリー（海軍士官）※TBS版
  - 007 美しき獲物たち（タクシー運転手）※TBS版
  - 007 リビング・デイライツ（フィヨードル大佐）※TBS版、（ライター〈ジョン・テリー〉）※ANA機内上映版
  - 007 ゴールデンアイ（デミトリ・ミシュキン〈チェッキー・カリョ〉）※ソフト版
  - 007 トゥモロー・ネバー・ダイ（カウフマン〈ヴィンセント・スキャヴェリ〉）※ソフト版、（ブカーリン、ケリー提督〈マイケル・バーン〉）※フジテレビ版
- ため息つかせて（ジョセフ）
- ダンサー（バリー）
- ダンス・ウィズ・ウルブズ ※テレビ朝日版
- ダンテズ・ピーク（スタン〈ツィ・マー〉）※ソフト版
- チーター/三人とチーター友情物語（パテル）
- チェーン・リアクション（ライマン・アール・コリアー〈ブライアン・コックス〉）※ソフト版
- 沈黙の逆襲（ジェイソン・クロス〈ルース・レインズ〉）
- 沈黙の脱獄（サンダースFBI捜査官〈ニック・マンキューゾ〉）
- ツインズ（ギルバート・ラーセン）※ソフト版
- ツイン・ドラゴン（マー〈ジェームズ・ウォン〉）※フジテレビ版
- ツイン・ピークス/ローラ・パーマー最期の7日間（ジャック・ルノー、クリフ・ハワード）※ソフト版
- D.N.A.II（ラインハルト）※ソフト版
- D2 マイティ・ダック（ボブ・ミラー）
- ディープ・インパクト（アラン・リッテンハウス〈ジェームズ・クロムウェル〉、オーティス・“ミッチ”・ヘフター〈カートウッド・スミス〉）
- ディア・ハンター
- TINA ティナ（裁判長）
- ティファニーで朝食を（O・J・バーマン〈マーティン・バルサム〉）※ソフト版
- テス（カスバート・クレア）
- デスペラード
- デスロック/戦略ガス兵器を追え!（タクシー運転手）
- 鉄板スポーツ伝説（ランボー・フィールズ〈デヴィッド・ケックナー〉）
- デリンジャー（チャーリー・マックレイ〈ジョン・P・ライアン〉）※テレビ東京版
- 天才チンパンジー ジャック/アイスホッケーの友情（マーロウ監督〈リック・ダコマン〉）
- 天使にラブ・ソングを2（トーマス神父〈ブラッド・サリヴァン〉）※日本テレビ版
- 天使の贈りもの（ジョー・ハミルトン〈グレゴリー・ハインズ〉）
- デンジャラス・ビューティー2（レジス・フィルビン）※日本テレビ版
- トーク・トゥ・ハー（ロンセロ〈ロベルト・アルバレス〉）
- トータル・リコール（ヘルム〈マイケル・チャンピオン〉）※ソフト版
- ドアーズ（キャット〈ビリー・アイドル〉）
- トゥームストーン（ジョン・クラム〈テリー・オクィン〉、エド・ベイリー〈フランク・スタローン〉）
- トゥルーナイト（パトリス〈ヴァレンティン・ペルカ〉）
- トゥルーマン・ショー（トゥルーマンの父〈ブライアン・ディレイト〉）※ソフト版
- トゥルー・ロマンス ※テレビ東京版
- ドッグ・イート・ドッグ（エル・グレコ〈ポール・シュレイダー〉）
- 飛べないアヒル（フィリップ・バンクス）
- 飛べ!フェニックス（タッソ）※フジテレビ版
- トム・クランシー 米国危機管理局OPセンター（マカスキー〈ボー・ホプキンス〉）※テレビ東京版
- トム・ソーヤーの大冒険（ドビンズ先生）※NHK-BS2版
- ドラグネット 正義一直線（ナレーション）※機内上映版
- ドラゴンストーム（セルダグ〈トニー・アメンドーラ〉）
- ドラゴン・ワールド（ブラウニー・マッギー〈ジム・ダンク〉）
- トラブルボックス/恋とスパイと大作戦（ナレーター）
- ドランクモンキー 酔拳
- トロイ（メネラオス〈ブレンダン・グリーソン〉）※ソフト版
- ドロップ・ゾーン（トム・マッケラン〈アンディ・ロマーノ〉）※ソフト版
- トロン（クロム〈ピーター・ジュラシック〉）※フジテレビ版
- トワイライトゾーン最終章/ロッド・サーリング・スペシャル（ベンジャミン・ラムジー〈パトリック・バーギン〉）
- 永遠の語らい（ルイス・ミゲル）
- どんな時も（ケスラー）
- ドンファン（ポール・ショーウォーター〈ボブ・ディッシー〉）
- ナーズの復讐III ナーズ軍団、最終決戦!（判事）
- 泣かないで
- ナショナル・トレジャー リンカーン暗殺者の日記
- ニア・ダーク/月夜の出来事（エイカーズ保安官）
- ニューヨーク大地震（ポール・ステニング警部〈マイケル・モリアーティ〉）
- ネイビー・シールズ（ジム・エルモア）※VHS版
- ネバー・セイ・ダイ（ジョージ・マスード）
- 眠れぬ夜のために（バド・ハーマン〈ポール・マザースキー〉、ジミー〈アート・エヴァンス〉）
- ネメシス2（ネビュラ〈チャド・スタエルスキ〉）
- ノー・エスケイプ（同房者）※ソフト版
- ノース 小さな旅人（アル〈ロバート・コスタンゾ〉）
- ノーマンズ・ランド ※テレビ東京版
- のるかそるか（ジョニー・カジノ〈リチャード・エドソン〉）※VHS版
- バーティカル・リミット（ロイス・ギャレット〈スチュアート・ウィルソン〉）※テレビ朝日版
- ハード・ウェイ（ウィザースプーン）※ソフト版
- ハート・オブ・ジャスティス（ウィルソン）
- バートン・フィンク（ジャック・リプニック〈マイケル・ラーナー〉）※DVD版
- ハイ・エクスプローシブ（ジャック・ランドル〈パトリック・バーギン〉）
- バイオ・テロ（アダム〈デヴィッド・キース〉）
- ハイ・クライムズ（アレックス・フランクリン）※ソフト版、（マリンズ特別捜査官〈トム・バウアー〉）※テレビ朝日版
- バイスヒート（バリー・クーダ〈ニック・マンキューゾ〉）
- 背徳の囁き（スティーヴン・アロカス〈ジョン・カペロス〉、ホランダー）
- バイバイ・ラブ（デヴィッド・タウンゼント〈ロブ・ライナー〉）
- ハイランダー2 甦る戦士（リノ）※ソフト版
- パイレーツ・オブ・カリビアン/デッドマンズ・チェスト（ベラミー船長）
- バグジー（ルイ・ドラグナ）
- 裸の銃を持つ男シリーズ
  - 裸の銃を持つ男（埠頭の管理人〈ジョー・グリファシ〉、ディック・エンバーグ）※ソフト版
  - 裸の銃を持つ男PART2 1/2（テレンス・バゲット）※ソフト版
  - 裸の銃を持つ男 PART33 1/3 最後の侮辱 ※テレビ朝日版
- バック・トゥ・ザ・フューチャー PART2（ホワイティ〈ジェイソン・スコット・リー〉）※ソフト版
- バック・トゥ・ザ・フューチャー PART3（葬儀屋）※ソフト版、（コルト銃のセールスマン）※日本テレビ版
- バックドラフト（ナイチンゲール、病理医）※ソフト版
- ハックフィンの大冒険（ジェイク〈カーティス・アームストロング〉）
- パッション・プレイ（ハッピー・シャノン〈ビル・マーレイ〉）
- パッセンジャー57（フォルジェ）※ソフト版
- バッド・インフルエンス/悪影響（ハワード〈ジョン・デ・ランシー〉）
- ハットしてキャット
- バッドボーイズ2バッド（アレクセイ〈ピーター・ストーメア〉）※ソフト版
- バットマン オリジナル・ムービー（モーガン）※ソフト版
- バットマン リターンズ ※テレビ朝日版
- バットマン ビギンズ（カーマイン・ファルコーニ〈トム・ウィルキンソン〉）※劇場公開版
- パトリオット（ハリー・バーウェル大佐〈クリス・クーパー〉）※ソフト版
- パトリオット・ゲーム（オーエンス部長刑事〈アラン・アームストロング〉、パディ・ボーイ）※ソフト版
- バトルガンM‐16（アート・サネラ〈ダニー・トレホ〉）
- バトルシップ
- 花咲ける騎士道（フランシーズ伍長）
- パニック・フライト（ジョー・ライザート〈ブライアン・コックス〉）
- ハノーバー・ストリート 哀愁の街かど
- パパがママでママがパパ!?（ダン・アンダーソン〈デヴィッド・アラン・グリア〉）
- ハバナ（マイヤー・ランスキー〈マーク・ライデル〉）
- ハメット（ゲーリー・ソルト〈ジャック・ナンス〉）
- パラダイスの天使たち（パイザー捜査官〈リチャード・ジェンキンス〉）
- 張り込みプラス（ブライアン・オハラ〈デニス・ファリーナ〉）※日本テレビ版
- パリの恋人（ポール・デュヴァル〈ロバート・フレミング〉）※ソフト版
- 巴里の恋愛協奏曲（エリック・トムソン〈ランベール・ウィルソン〉）
- ハロウィン4 ブギーマン復活（オーリン・ゲートウェイ〈エリック・ハート〉）※VHS版
- パワーレンジャー・映画版（ゾードン〈ニコラス・ベル〉）
- ピースメーカー（アミール・タラキ博士）※ソフト版
- 日蔭のふたり（ジョー〈ジェームズ・ネスビット〉）
- 陽だまりのイレブン（フレデリコ）
- ビッグ（フィル〈ジョン・ロスマン〉）※ソフト版
- ビッグ・アメリカン（クラッチ〈バート・レムゼン〉）
- ビッグ・ガン（ハンス・グルンヴァルト〈アントン・ディフリング〉）※ニュージャパンフィルム版
- ビッグママ・ハウス（クロフォード〈レイモンド・オコナー〉）
- ビッグ・リボウスキ（マリブ警察署長〈レオン・ラッサム〉）※旧ソフト版
- ヒットマン（ミハイル・ベリコフ大統領〈ウルリク・トムセン〉）
- ヒップホップ・プレジデント（ブライアン・ルイス〈ニック・サーシー〉）
- ピノキオとゼペット（マンキューソ、ロレンツォの父）
- 火の接吻
- ビバリー・ヒルビリーズ/じゃじゃ馬億万長者（バーナビー・ジョーンズ〈バディ・イブセン〉）
- ピュア・デンジャー/追撃（ミセリ）※VHS版
- 評決のとき（ハリー・レックス・ボナー〈オリヴァー・プラット〉）※ソフト版
- ピンクの豹（ジャック・クルーゾー警部〈ピーター・セラーズ〉）※テレビ東京版
- ピンク・パンサー5 クルーゾーは二度死ぬ（ボールズ教授〈ハーヴェイ・コーマン〉、フランス大統領、ヒューゴ）
- ブーメラン ※フジテレビ版
- ファーゴ（スタン・グロスマン）※ソフト版
- ファイナル・ステージ（コルワース医師〈パトリック・マラハイド〉）
- ファイヤーウォール ※ソフト版
- フィーリング・ミネソタ（ベン・コスティキアン〈ダン・エイクロイド〉）
- フィフス・エレメント（司祭、マクティルバー博士）※旧DVD・VHS版
- 54 フィフティ★フォー（大使〈マイケル・ヨーク〉）※ソフト版
- フィラデルフィア・エクスペリメント（レーダー係）※テレビ朝日版
- フェイク・クライム（マックス・サルツマン〈ジェームズ・カーン〉）
- フェイス（デイヴ〈レイ・ウィンストン〉）
- ブエノスアイレスの夜（アレハンドロ・ローセンベルク）
- フォース（フランク・デルヴェキオ）
- フォーリング・ダウン（リー〈マイケル・ポール・チャン〉）※テレビ朝日版
- 不機嫌な赤いバラ（リー・ダニエルソン〈デヴィッド・グラフ〉）
- 復讐の夜想曲（チュウ）
- ふたりのロッテ（ナレーション）
- 不法執刀（ディミトリ）
- 不滅の恋/ベートーヴェン（シンドラー〈ジェローン・クラッベ〉）
- フライド・グリーン・トマト（スクロギンズ牧師〈リチャード・リール〉）
- ブラス!（ジム〈フィリップ・ジャクソン〉）
- ブラック・ダイヤモンド（アーチー〈トム・アーノルド〉）※ソフト版
- ブラック・ドッグ（レッド〈ミートローフ〉）※日本テレビ版
- ブラック・マスク（シェク警部〈ラウ・チンワン〉）
- フラッド（メーラー〈ダン・フロレク〉）※日本テレビ版
- ブラッド・イン ブラッド・アウト（ポパイ〈カルロス・カラスコ〉、ジェリー〈リチャード・メイサー〉）
- ブラフマン・ナーマン 〜性春のファイナルアンサー〜（ブライアン〈シャタフ・フィガール〉）
- ブラボー火星人2000（ハワード・グリーンリー）
- フランティック（ピーター〈デヴィッド・ハドルストン〉）※ソフト版
- フリージャック
- フリーダ（ディエゴ・リベラ〈アルフレッド・モリーナ〉）※ソフト版
- ブリジット・ジョーンズの日記（ジュリアン〈パトリック・バーロウ〉、サルマン・ラシュディ）
- プリズン（ラビット〈トム・エヴェレット〉）
- 不倫の残り香（ピーター・カヴェリ刑事）
- ブルージーン・コップ（ペレス）※VHS版
- プレタポルテ（サイ・ビアンコ〈フォレスト・ウィテカー〉、ティエリー・ミュグレー）
- プレッシャー/壊れた男（リース・ブレイヴァートン〈デヴィッド・アンドリュース〉）
- フレッチ登場!/5つの顔を持つ男（マーヴィン・ジレット〈ジョージ・ワイナー〉、ジム・ボブ）※DVD版
- ブローン・アウェイ/復讐の序曲（バマ）※ソフト版
- プロテクター（サリーの叔父）※フジテレビ版
- プロフェッショナル（ピート〈ピーター・フォンダ〉）
- プロブレムでぶ/何でそうなるの?!（ニューシュワンダー〈ブルース・マッギル〉）
- ベートーベン2（ブリロ〈ケヴィン・ダン〉）※ソフト版
- ベオウルフ/呪われし勇者（ウィグラーフ〈ブレンダン・グリーソン〉）
- ヘブンズ・プリズナー（マイノス・P・ドートリーヴ〈ヴォンディ・カーティス＝ホール〉）※VHS版
- ペリカン文書（ボブ・グミンスキーCIA長官〈ウィリアム・アザートン〉）※ソフト版
- ヘルバウンド（ハラド署長、ファルーク）※VHS版
- HELP!おたすけエイリアンズ（バーナバス〈マルコム・マクダウェル〉）
- ベルリン、僕らの革命（ハーデンベルク〈ブルクハルト・クラウスナー〉）
- ベンジャミン・バトン 数奇な人生（マイク・クラーク船長〈ジャレッド・ハリス〉）
- ボーデロ・オブ・ブラッド/血まみれの売春宿（ミイラ〈ウィリアム・サドラー〉）
- ホーム・アローン2（「プラザホテル」のオーナー〈ドナルド・トランプ〉）※テレビ朝日版
- ボーン・アイデンティティー（マーシャル）※フジテレビ版
- ホーンテッド・ハウス（エド・ウォーレン）
- 冒険王（ニーバイ〈コリン・チョウ〉）
- 冒険者たち（キヨバシ）※テレビ東京版
- 暴走機関車（ジョナ〈エドワード・バンカー〉）※テレビ朝日版
- ぼくのバラ色の人生（アルベール〈ダニエル・アンセンス〉）
- ぼくはゴーディ（ナレーター〈フランク・ウェルカー〉、ヴィニー）
- 星の王子 ニューヨークへ行く ※日本テレビ版
- ポセイドン（ユージーン・ジャスティス提督〈ジェラルド・マクレイニー〉）
- ホット・チック（リッチー・スペンサー〈マイケル・オキーフ〉）
- ホット・ファズ -俺たちスーパーポリスメン!-（ロビン・ハッチャー医師〈スチュアート・ウィルソン〉、ジョージ・マーチャント）
- ホッファ/JFKが最も恐れた男（ボビー・チャロ〈ダニー・デヴィート〉）
- ボディーハード（フィル）
- 炎のランナー（ジャクソン・ショルツ〈ブラッド・デイヴィス〉、ジョン・ケディ大佐）
- ホビット三部作（グローイン〈ピーター・ハンブルトン〉）
  - ホビット 思いがけない冒険
  - ホビット 竜に奪われた王国
  - ホビット 決戦のゆくえ[57]
- ボブ★ロバーツ（テリー・マンチェスター）
- ポルターガイスト3 / 少女の霊に捧ぐ…
- ホワイトハウス狂騒曲（ネッド・グレイブル、アイラ・シェクター）※ソフト版
- ホワイトファング（ティンカー）※ソフト版
- ホワイト・プリンセス（ジェイ・レノ、ダーナー上院議員）
- マーサの幸せレシピ
- マーズ・アタック!（リッチーの父〈ジョー・ドン・ベイカー〉、フランス大統領〈バーベット・シュローダー〉）※ソフト版
- マイケル（モルト〈ボブ・ホスキンス〉）
- マイ・ジャイアント（ポペスク司教〈ジョス・アクランド〉、ミルト・カミンスキー〈ハロルド・グールド〉、プロデューサー〈リチャード・ポートナウ〉）
- マイ・ビッグ・ファット・ドリーム（ミスタータレン）
- マウス・ハント（アーニー・シュマンツ〈ネイサン・レイン〉）※ソフト版
- マスク（ミッチ・ケラウェイ警部〈ピーター・リーガート〉）※ソフト版
- マダムと奇人と殺人と（検視官）
- マチネー/土曜の午後はキッスで始まる（ボブ〈ジョン・セイルズ〉）
- マネー・トレイン ※フジテレビ版
- マペットの宝島（ナマハム）
- マペットめざせブロードウェイ!（マーティン・プライス〈ダブニー・コールマン〉）※ソニー・ピクチャーズ版
- 魔法にかけられて
- マルコヴィッチの穴（タクシーの運転手〈ケヴィン・キャロル〉）
- マレーナ
- マンハッタン花物語（ルイスの父）
- ミーン・マシーン（バートン〈ラルフ・ブラウン〉）
- ミスター&ミセス・ブリッジ
- ミスターGO!（ユン・テジン）
- Mr.ダマー2 1/2（ウィットフィールド〈ローレンス・プレスマン〉、ドクター・ストーン〈デイル・ダイ〉、ハンク・クラビット）
- ミセス・ダウト（ルー）※ソフト版
- ミッション:インポッシブル（ニュースキャスター）※テレビ朝日版
- ミッション:インポッシブル2（ネコルヴィッチ博士〈ラデ・シェルベッジア〉）※ソフト版
- ミッションX（ブリスベーン頭取〈マイケル・デ・パレス〉）
- 未来は今（チーフ〈ジョン・マホーニー〉）※ユニバーサル版
- ミラクル・ペティント（医師）
- ミルク・マネー（クリーン〈ケヴィン・スキャンネル〉）
- むく犬ディグビー（サーカス演技主任）※VHS版
- メイド・イン・アメリカ（ホセ〈ポール・ロドリゲス〉）
- メイド・イン・マンハッタン ※ソフト版
- めぐり逢い（キップ・ディメイ〈ギャリー・シャンドリング〉）
- めぐり逢えたら（キース）※ソフト版
- モーリス（デュシー氏〈サイモン・キャロウ〉）※テレビ東京版
- モモ（議長〈アーミン・ミューラー＝スタール〉）※DVD版
- モンキー・リーグ/史上最強のルーキー登場（トミー・ラソーダ）
- モンスター（エヴァン）
- モンタージュ/証拠死体（ルーイ〈リー・アレンバーグ〉）
- 野獣の瞳（弁護士〈クリフトン・コー〉）
- 遊星からの物体X ファーストコンタクト（サンダー・ハルバーソン博士〈ウルリク・トムセン〉）
- 雪だるま超特急（カラザース〈ディック・ヴァン・パタン〉）
- ユニコーン・キラー（フレッド・マダックス〈トム・スケリット〉）
- 48時間PART2/帰って来たふたり（フランク・クルーズ〈エド・オロス〉）※ソフト版
- ライフ・イズ・ビューティフル（タッペツィエーレ〈アンドレア・ナルディ〉）※ソフト版
- ライフ・オブ・デビッド・ゲイル（学長）
- ラスト・アクション・ヒーロー（ジョン・プラクティス〈F・マーリー・エイブラハム〉）※テレビ朝日版、（リッパーのエージェント〈リック・ダコマン〉）※ソフト版
- ラストゲーム（看守）
- ラストサマー（司会者）※ソフト版
- ラストダンス（サム・バーンズ〈ランディ・クエイド〉）
- ラスト・チャンスをあなたに（マックス、レイ・チャールズ）
- ラストマン・スタンディング（護衛の運転手）※テレビ朝日版
- ラパ・ニュイ/モアイの謎（ヘケ）
- ラビリンス/魔王の迷宮（喋る帽子、芋虫、火狼、左上のラルフ 他）※ソフト版
- ラブ・アンド・ウォー（エンリコ〈ヴィンチェンゾ・ニコリ〉）
- ラブ・バッグ（バイス）
- ラルフ一世はアメリカン（ダンカン・フィリップス〈リチャード・グリフィス〉）
- ランダム・ハーツ（カール・ブロマン〈シドニー・ポラック〉）※ソフト版
- ランド・オブ・ザ・デッド（チワワ〈フィル・フォンダカーロ〉）
- ランナウェイ（バークレー〈デビッド・ワーナー〉）
- ランナウェイ・カー（ジム・ルーベン警部〈グレン・モーシャワー〉）
- ラン・ローラ・ラン（ホームレス）
- リービング・ラスベガス（ピーター〈リチャード・ルイス〉）
- リトル・ダンサー（ジャッキー・エリオット〈ゲイリー・ルイス〉）※BD版
- リトル・ヒーロー（ヴィクター〈リチャード・ジェンキンス〉）
- リベンジ（マデロ〈ジョシー・コーティ〉）※VHS版
- 略奪者（ハーヴェイ〈ジャン＝ユーグ・アングラード〉）
- 猟奇的な彼女（旅館の主人〈キム・イル〉 他）
- ルーカスの初恋メモリー
- レーザーホーク（フランク・レイモンド）
- レインボー（サム〈ソウル・ルビネック〉）
- レオン 完全版（ファットマン / ジョーンズ〈フランク・センジャー〉）※旧録版
- レジェンド/光と闇の伝説（コック）
- レッド・オクトーバーを追え!（イワン・プーチン〈ピーター・ファース〉、ツポレフ〈ステラン・スカルスガルド〉）※ソフト版、（ダヴェンポート艦長）※テレビ朝日版
- レッド・スコルピオン ※ソフト版
- レ・ミゼラブル ※TBS新版
- レ・ミゼラブル（シャンマティユー、将軍）
- ローズ（サム）
- ロードストーカー（ガンズ〈ナサニエル・デヴォー〉）
- ロードハウス/孤独の街（オコナー）※VHS版
- ロケッティア
- ロサンゼルス（フレッド・マッケンジー）※日本テレビ版
- ロスト・イン・スペース（将軍）※ソフト版
- ロッキー5/最後のドラマ（マーリン〈マイク・ジラード・シーハン〉）※日本テレビ版
- ロックアップ（看守ワイリー〈ジョン・リラ〉）※ソフト版
- ロボコップ（強盗犯〈マイク・モロフ〉）※テレビ朝日版
- ワーキング・ガール（ティム・ローク〈ジェフリー・ノードリング〉、ジム〈ザック・グルニエ〉）※ソフト版
- ワイアット・アープ（エド・ロス〈マーティン・コーヴ〉、マイク・ミーガー保安官、トミー・オーローク）※ソフト版
- ワイズ・ガールズ（サンタリーノ〈アーサー・J・ナスカレッラ〉）
- ワイルド・スピード（タナー巡査部長〈テッド・レヴィン〉）※ソフト版
- ワイルド・ワイルド・ウエスト ※日本テレビ版
- わかれ路（競売人〈テッド・ディーケン〉、ノーマン、トラック運転手 他）
- ワンス・アポン・ア・タイム・イン・アメリカ（アイエロ〈ダニー・アイエロ〉）※DVD・BD版
- ワンス・アポン・ア・タイム・イン・チャイナ 天地黎明（ジャクソン）

#### ドラマ
- iCarly（リチャード・ブラントン）
- アガサ・クリスティー ミス・マープル
  - バートラム・ホテルにて（ヒューバート・カーテン〈ピーター・デイヴィソン〉）
  - グリーンショウ氏の阿房宮（ブロフィ神父〈ロバート・グレニスター〉）
- アグリー・ベティ4 #15（アンソニー・タレルシオ〈ボビーの父〉〈ネスター・セラーノ〉）
- あなたにムチュー（フレディ・スタッドラー〈ジェリー・ルイス〉）
- アメリカン・ゴシック（ストリータ判事〈フィル・レスキン〉）
- アリー my Love（ホプキンス判事〈ラリー・ブランデンバーグ〉、コペスキー判事）
- アルゴノーツ 伝説の冒険者たち（ゼウス〈アンガス・マクファーデン〉、フィニアス〈デレク・ジャコビ〉、エキオン）
- アルフ
  - シーズン1 #3（ハイディの父）
  - シーズン3 #17（リー・フレイジャー）
- アンダーカバー・ボス4 社長潜入調査（ジム・ロジャーズ）
- アンドロメダ（ブラッド〈ジェラルド・プランケット〉、ブラッドミスト）
- アンネ・フランク（ヴィクトール・クーフレル）
- ER緊急救命室
  - シーズン1 #17（カールソン〈フレッド・アップルゲイト〉）
  - シーズン3 #13（ギッブス〈レイ・トーラー〉）
  - シーズン4 #5（トム・アンジビン〈マイケル・ホートン〉）、#19（バーク・ニュートン〈ジョン・ホステッター〉）
  - シーズン7 #15（マーチン〈ラリー・マイケルソン〉）
  - シーズン8 #22（ケン）
  - シーズン9 #7（ベン）
  - シーズン13 #3（ハロルド・アンダーソン〈ジョン・ラファイエット〉）
- IT（スタンリー・ユリス〈リチャード・メイサー〉）※テレビ東京版
- インディ・ジョーンズ/若き日の大冒険
- VINYL/ヴァイナル（コツラード・ガラッソ〈アーメン・ガロ〉）
- WITHOUT A TRACE/FBI 失踪者を追え!（サルバトーレ〈ジョーイ・ネイバー〉）
- WITHOUT A TRACE/FBI 失踪者を追え! シーズン2（バッカー）
- ウェイバリー通りのウィザードたち（Mr.スタッフルビー〈フレッド・ウィラード〉）
- 宇宙船レッド・ドワーフ号（トーマス・アルマン〈ジェームズ・コーマック〉、アンディ〈ティモシー・スポール〉、ルーカス・マクラーレン、ゲーム「素晴らしき人生」の案内人）
- ウディ・アレンの6つの危ない物語（アル〈ルイス・ブラック〉）
- エイリアス 2重スパイの女（ダベンポート支局長〈ジョン・アイルワード〉）
- エイリアン・ウォーズ（ジャック・ソイヤー刑事、コマンダー、警部補）
- X-ファイル（ジョン・フィッツジェラルド・バイヤース〈ブルース・ハーウッド〉 他）
- Xファイル2016（ジョン・フィッツジェラルド・バイヤース〈ブルース・ハーウッド〉）
- NCIS 〜ネイビー犯罪捜査班
  - シーズン8 #7（クリフォード・チェイス中将〈ブルース・ボックスライトナー〉）
  - シーズン11 #11（ラマー・アディソン）
- F.B.EYE!! 相棒犬リーと女性捜査官スーの感動!事件簿（ランディ・ピッツ）
- エレメンタリー ホームズ&ワトソン in NY（エジソン〈スティーヴン・ヘンダーソン〉）
- エンジェルス・イン・アメリカ（プライアー・ウォルターの先祖〈サイモン・キャロウ〉）
- 俺がハマーだ! シーズン2 #1（クリス・レイカー刑事〈ダン・ラウリア〉、ロバート・レッド・シューズ）
- カリフォルニケーション シーズン5 #10（ラース）
- 華麗なるペテン師たち3（クエントン、チャールズ・コーンフット）
- 機甲戦虫紀LEXX（ポエットマン〈ティム・カリー〉）
- キャッスル 〜ミステリー作家は事件がお好き シーズン3 #19（ルウ・カーナッキ地方検事〈ブルース・デイヴィソン〉）
- キャプ・ティブ:人質事件の全貌（イスマイル・エブラヒム、ジハード・ジャーラ、ジェームズ・ロニー、ジョン・ジェームズ、チャック・レジーニ、ポール・チャンドラー、ホナウド・モンテイロ、マイク・ヘンスリー）
- 恐竜家族（ハワード・ハンダップミー）
- クライム・ストーリー（ネイサン・ヒル〈ブルース・マッギル〉）
- クリミナル・マインド4 FBI行動分析課 #24（ニコルズ博士〈マイルズ・アンダーソン〉）
- 刑事コロンボシリーズ
  - 刑事コロンボ ロンドンの傘（ニコラス・フレイム〈リチャード・ベイスハート〉）※完全版追加収録部分
  - 刑事コロンボ 野望の果て（ネルソン・ヘイワード〈ジャッキー・クーパー〉）※完全版追加収録部分
  - 刑事コロンボ 闘牛士の栄光（ルイス・モントーヤ〈リカルド・モンタルバン〉）※完全版追加収録部分
  - 刑事コロンボ 美食の報酬（マックス・デュバル〈リチャード・ダイサート〉）※完全版追加収録部分
  - 新・刑事コロンボ 復讐を抱いて眠れ（シーク・ヤラミ〈リチャード・リバティーニ〉）※WOWOW版
  - 新・刑事コロンボ 奪われた旋律（シドニー・リッター〈チャールズ・シオフィ〉）※WOWOW版
- 刑事ナッシュ・ブリッジス
  - シーズン1 #3（ロスコー・スカート〈トニー・プラナ〉）
  - シーズン2 #13（フランク・ハッチンソン）
  - シーズン5 #10（アルミン〈ボブ・グリーン〉）
- 刑事フォイル #13・14
- コールドケース 迷宮事件簿
  - シーズン4 #17（パット・ホール〈クリス・マルケイ〉）
  - シーズン6 #10（フランク・マルレイ市議）
  - シーズン7 ザ・ファイナル #3（ハリー・アルバレス判事〈ミゲル・ペレス〉）
- ザ・コミッシュ（マーティ〈リチャード・ニューマン〉、ビル・フローリー）
- ザ・シークレット・ハンター（精神科医キャメロン）
- THE TUDORS〜背徳の王冠〜（ロバート・アスク）
- ザ・ハンガー シーズン1 #6（バート・ブルックマン〈カーティス・アームストロング〉）
- サブマリン・アタック（ブルーベック〈ポール・ギルフォイル〉）
- サブリナ（ジェリー・スプリンガー〈本人役〉）
- ザ・ホワイトハウス
  - シーズン1 #11（ハビブ大使〈エリック・アヴァリ〉）
  - シーズン3 #16（バド・ワクテル下院議員〈ジェームズ・エックハウス〉）
- サンズ・オブ・アナーキー シーズン3（ネイト・マドック〈ハル・ホルブルック〉）
- CSI:ニューヨーク
  - シーズン1 #17（アラン・マクシェーン地方検事〈クラーク・グレッグ〉）
  - シーズン2 - 9（シド・ハマーバック〈ロバート・ジョイ〉）
- シークエスト（トーマス将軍〈ジェシー・ドーラン〉）
- ジーニアス:世紀の天才 アインシュタイン（中年期のアルベルト・アインシュタイン〈ジェフリー・ラッシュ〉[58]）
- ジェシカおばさんの事件簿 #31（ワース）
- シドニー・シェルダンの明日があるなら（クインシー〈チャールズ・ロケット〉、アル）※VHS版
- シャーロック・ホームズの冒険
  - ボヘミアの醜聞（馬車屋の男）
  - 入院患者（フェントン）
- ジャングル2（ダニエル・ミラー博士、バーク）
- 新アウターリミッツ シーズン2 #4（コリンズ）
- 新スーパーマン（大統領、ドクター・ラッセル〈ヴィクター・レイダー＝ウェクスラー〉）
- 新スタートレック（セレイ人・セスター、デイモン・ゴス〈スコット・トンプソン〉、キバス・ファージョ〈ソウル・ルビネック〉）
- 新・逃亡者（マシュー・ロス〈ジョン・アイルワード〉）※フジテレビ版
- スティーヴン・キングのキングダム・ホスピタル（リチャード・シュワルツトン博士）
- ストリート・ジャスティス（ダグ・ブレーク教授）
- スパイ大作戦 密室の金庫（ハンス・クリム大佐〈パーネル・ロバーツ〉）※追加吹き替え分
- スリープウォーカー（スマイルマン〈ハリー・グローナー〉）
- たどりつけばアラスカ（マーティン〈レックス・リン〉）
- タバサ #7（巡査部長〈カーマイン・カリディ〉）
- ダメージ3（ルイス・トビン〈レン・キャリオー〉）
- 地上最強の美女たち!チャーリーズ・エンジェル シーズン3 #5（エヴァン・ヴィクター・ウィルコックス〈レイ・ワイズ〉）※追加吹き替え分
- チェルノブイリ -CHERNOBYL-（ボリス・シチェルビナ〈ステラン・スカルスガルド〉）
- 超音速攻撃ヘリ エアーウルフ シーズン2 #11（チャーリー・ウィンウッド）
- デアデビル（リランド・オウルズレイ〈ボブ・ガントン〉）
- THIS IS US 36歳、これから（アラン・シック〈本人〉）
- TVキャスター マーフィー・ブラウン（ジャック〈ジョン・アピセラ〉）
- デスパレートな妻たち（コープランド刑事〈コナー・オファレル〉、フランクリン市長）
- 24 -TWENTY FOUR- シーズン2（グラッツ将軍〈カーメン・アルジェンツィアノ〉、ブライアン・ジェイコブズ弁護士〈スコット・ポーリン〉）
- 特捜刑事マイアミ・バイス シーズン1 #20
- どこかでなにかがミステリー（ビッグフット）
- 特攻野郎Aチーム シーズン4 #3（リコ）、#9（ファレスの部下〈ロバート・パストレリ〉）
- となりのサインフェルド（マイケル・バース / ジョージ〈ジェレミー・ピヴェン〉）
- トンイ（ソ・ジョンボ〈ソ・ボムシク〉）
- NUMBERS 天才数学者の事件ファイル シーズン6 #8（フランク・トンプソン〈クリストファー・マクドナルド〉）
- PERSON of INTEREST 犯罪予知ユニット #11（アーニー・トラスク〈デイヴィッド・ザヤス〉）
- バイオニック・ウーマン（ヴィンセント・オールドリッジ〈ブライアン・マーキンソン〉）
- ハイテク武装車バイパー
  - シーズン1 #9（ギャレット・バーリン〈ブライアン・クランストン〉）
  - ハイテク武装車バイパー2 #2（テリー・マロイ〈スキップ・サダス〉）
- バビロン5（エメット・ファルカハ〈マイケル・ケイガン〉、キャプテン・ジャック、上院議員）
- HAWAII FIVE-0 シーズン3 #10（ロン・アルバーツ〈トム・アーノルド〉）
- 犯罪捜査官ネイビーファイル シーズン2（ナルドニ検事〈マイケル・ブランドン〉）
- 美女と野獣（ヒューズ〈ジョン・マイケル・ボルジャー〉）
- ヒューストン・ナイツ（フランコ・グズマン）
- ヒルストリート・ブルース シーズン5 #15（ローランド・チベッツ）
- ファミリータイズ シーズン3 #16（テッド）
- THE BLACKLIST/ブラックリスト シーズン4 #14（設計士〈ブレント・スパイナー〉）
- THE FLASH/フラッシュ（ウェイド・エイリング大将〈クランシー・ブラウン〉）
- フラッシュポイント -特殊機動隊SRU-（ダニー・ラングフォード）
- フリッパー シーズン1 #11（トリヴァー大佐〈マイケル・マグレイディ〉）
- フルハウス（ルーベン・ワイネガー、ステュー、ジュリー　他）
- BONES
  - シーズン2 #5（ピート・バレロ〈ブルース・ノジック〉）
  - シーズン6（テリー・ビーミス）
  - シーズン9 #7（ラファエル・バレンツァ警部〈ジョアキム・デ・アルメイダ〉）
- 冒険野郎マクガイバー（ニール〈マイケル・マクニーリー〉）
  - シーズン1 #15（メイザー牧師）
- ホミサイド/殺人捜査課（スティーブ・クロセッティ刑事〈ジョン・ポリト〉）
- マードック・ミステリー 〜刑事マードックの捜査ファイル〜（ダニエル・プラット社長〈デイビット・ヒューバンド〉）
- MACGYVER/マクガイバー シーズン4 #2（ジョン・アコスタ将軍〈ザンダー・バークレー〉）
- 窓際のスパイ シーズン2（ニコライ・カチンスキー〈ラデ・シェルベッジア〉）
- マペット放送局（ジェイソン・アレクサンダー）
- ミッキーマウス60周年記念
- ミディアム 霊能者アリソン・デュボア #6（ジェド・ギャリティ議員〈グレゴリー・イッツェン〉）
- ミュータントX（ノア・キルマーティン〈アート・ヒンドル〉）
- 名探偵ポワロ なぞの盗難事件（警官）※NHK版
- 名探偵モンク
  - シーズン2 #17（ライル・ペック〈デヴィッド・パーダム〉）
  - シーズン7 #3（ビリー・ローガン〈グレッグ・ピッツ〉）
- THE MENTALIST メンタリストの捜査ファイル
  - シーズン4 #1（ギャング〈ジョーイ・“ココ”・ディアス〉、警備員）
  - シーズン6 #17（リチャード・サマーズ〈リチャード・ファンシー〉）
- ヤング・スーパーマン（アーノルドコーチ）
- ユーリカ 〜事件です!カーター保安官〜（ルドルフ〈スティーブ・マカージ〉）
- 愉快なシーバー家（ラボック〈ビル・カーチェンバウアー〉）
- 夢みる小犬ウィッシュボーン（ヘンリー王、ダニエル卿、ドクター・キャンディ、釈迦 他）
- 世にも不思議なアメージング・ストーリー シーズン1 #7（マレー〈レオ・ロッシ〉）
- ラスベガス（Mr.マジェリス〈ブルース・グレイ〉）
- リゾーリ&アイルズ ヒロインたちの捜査線（トムレポーター）
- レッド・オークス（サム〈リチャード・タイプ〉）

#### アニメ
- アイス・エイジ
- アトランティス 帝国最後の謎（カーナビー）
- ANIMANIACS（ペストゥ）
- アラジンの大冒険（グレガリアス）
- アンツ
- アンデルセン・ストーリーズ（太鼓叩き）
- おもちゃの国のノディ（ストロー、水夫のサミー）
- カーズ（ヴァン、ジェイ・リモ、バズ・ライトイヤー）
- カーズ2（ヴァン〈リチャード・カインド〉）
- 怪盗カルメンサンディエゴ（ロシア警部）
- キャスパー（教授、ピスカトーリ、ニクソン 他）
- くまのパディントン（カレーさん）
- クワック・パック（ナレーター）
- 劇場版ムーミン パペット・アニメーション〜ムーミン谷の夏まつり〜（ムーミンパパ）
- ザ・シンプソンズ（ネッド・フランダース〈初代〉、モー・シズラック〈初代〉、ギル・ガンダーソン〈初代〉 他）
  - ザ・シンプソンズ MOVIE（モー・シズラック、警備員）※劇場公開版（ネッド・フランダース、モー・シズラック 他）※オリジナル版
- ジャングル・ブック2（バギーラ[59]）
- シュレックシリーズ（三匹の子豚、魔法の鏡）
  - シュレック
  - シュレック4-Dアドベンチャー
  - シュレック2
  - シュレック3
  - シュレック 泥んこコレクション（オオカミ）
  - シュレックの愉快なクリスマス（オオカミ）
  - シュレック フォーエバー
- 新くまのプーさん（裁判長）
- スター・ウォーズシリーズ
  - スター・ウォーズ ドロイドの大冒険（オジェム・バオバブ）※DVD版
  - スター・ウォーズ/クローン・ウォーズ（ロット・ドッド）
  - スター・ウォーズ 反乱者たち（ガラゼブ “ゼブ” オレリオス[60]）
  - LEGO スター・ウォーズ/フリーメーカーの冒険（フォード）
  - LEGO スター・ウォーズ/ホリデー・スペシャル（フォード）
- スタートレック:ローワー・デッキ（クワーク）
- スペース・レンジャー・バズ・ライトイヤー（バズ・ライトイヤー）
  - スペース・レンジャー バズ・ライトイヤー 帝王ザーグを倒せ!
- ターザン
- 戦え!超ロボット生命体トランスフォーマー2010（サイクロナス、レーザークロー/プレダキング、スキャッターショット 他）
  - トランスフォーマー ザ・ムービー（マイスター[61]、ゴング[61]、スラージ[61]、サイクロナス[61]、シャークトロン3[61]）
- ダックテイル（ニュースキャスター、コーチ、運転手、デューイ 他）
- チキン・リトル（校長）
- ちいさなプリンセス ソフィア
- ディズニー作品（デール）
  - チップとデールの大作戦（デール）※新吹き替え版
  - チップとデールの大作戦（モー）※テレビ東京版
  - ミッキーマウスとロードレーサーズ
- ティンカー・ベルと月の石（秋の大臣）
- トムとジェリー（警官）
- トムとジェリー テイルズ
- トレジャー・プラネット（ドップラー）
- ノートルダムの鐘II（司祭）
- ナタ転生
- バットマン（バット・コンピューター〈初代〉、警察官、グレイ・ゴーストのナレーション 他）
- バットマン/マスク・オブ・ファンタズム（チャッキー・ソル）
- パパはグーフィー
- ビー・ムービー（マーチン・ベンソン）
- ピンクパンサー（フクロウ、悪魔）
- ファインディング・ニモ（フィリップ・シャーマン）
- ポップアップ ミッキー/すてきなクリスマス
- マダガスカル2（ズーバ）
- メン・イン・ブラック（Z）
- 森のリトル・ギャング
- ティーンエイジ・ミュータント・ニンジャ・タートルズ (1987年のアニメ)（ヨーグルト船長 他）※東和ビデオ版
- ティーモ・シュプリーモ（ブリッツ男爵）
- モンスターズ・インク（トニー、ニュースキャスター、CDA）
- リセス 〜ぼくらの休み時間〜（プリックリー校長、フィッツヒュー市長 他）
  - リセス 〜ぼくらの夏休みを守れ!〜
- リトル・マーメイド（海賊、ブレイン・スポンジ）
- ルーニー・テューンズ（ペペ・ル・ピュー〈『ブルドッグにご用心』のみ〉、船員）
- レジェンド・クエスト（ジェイコブ牧師）
- LEGO スーパー・ヒーローズ:ジャスティス・リーグ〈悪の軍団誕生〉（シネストロ）
- ロビン・フット（ロビン・フッド）※DVD追加収録版
- ロラックスおじさんの秘密の種（アブおじさん）

#### 人形劇
- サンダーバード6号（フォスター船長〈本物〉 / ミサイル基地のアナウンス）[62]※ビデオ版
- ネビュラ75（ラスティ）[63]

#### その他
- フィニアスとファーブのトークしまショー（ラリー・キング）
- ホテル・ヘル 熱血!再生プロジェクト

### 特撮
- 重甲ビーファイター（1995年、ナレーター、メガヘラクレスの声）
- 超光戦士シャンゼリオン（1996年、デリンガーの声）

### 人形劇
- のびのびノンちゃん（ノンちゃんのお父さん）

### テレビドラマ
- 東芝日曜劇場「護送」（1989年 / TBS）
- B級ホラー WARASHI!（1991年 / TBS） - ナレーター
- 春日八郎物語（1993年） - ナレーション

### 舞台
- ぐるーぷえいと公演
  - 誘拐（1975年） - 人妻の夫
  - ホテル・ボルティモア（1976年） - モース氏
  - わが町（1977年） - ウエブ氏
  - にしん場（1977年） - 江差
  - 騎兵たち（1978年） - ジョゼフ・リッピ

### ボイスオーバー
- カルペパー・ミニット「仮面の下で」（ラリー・カルペパーの声）
- コズミックフロント（NHK-BSプレミアム）
- 世紀の戦車対決（ディスカバリーチャンネル）
- 人類、月に立つ 第3回「試練を乗り越えて」（NHK-BS2）
- 地球ドラマチック（NHK総合）
  - 「ハッブルを救え! 〜宇宙望遠鏡 修理ミッション〜」（2010年）
  - 「がんばった!氷の下で1年間 〜仏・南極越冬隊50年目の証言〜」（2010年）
- BS世界のドキュメンタリー（NHK-BS1）
- ヒストリーチャンネル（衛星放送）
- ポンキッキーズ（フジテレビ、バズ・ライトイヤーの声）
- メイドとマダム 〜アパルトヘイトの断面〜（NHK総合）
- もうひとつの「ダ・ヴィンチ・コード」（ディスカバリーチャンネル）

### ナレーション
- 輝く命 〜衝撃の運命と家族の愛〜（テレビ東京）
- 厳選!いい宿ナビ（テレビ東京）
  - 厳選いい宿&虎ノ門市場
- クラシック・ロイヤルシート（NHK-BS2）
- サイエンスミステリー（フジテレビ）
- 資生堂エリクシールTVCM
- マイクロソフトCM
- 住商ホームショッピング
- 大正製薬Human Scienceスペシャル（テレビ朝日）
- BS世界のドキュメンタリー（NHK-BS1）

### その他
- アメイジング・アドベンチャー・オブ・スパイダーマン（ドクター・オクトパス）
- 機動戦士ガンダム0079カードビルダー（ウッディ・マルデン、エリオット・レム、クルト）
- ディズニー・パークスアトラクション関連
  - ディズニー・オン・アイス（バズ・ライトイヤー）
  - 東京ディズニーリゾート（デール、バズ・ライトイヤー）
    - 東京ディズニーリゾート ドリームフォースマイルII《ダイジェスト版》スペシャルイベント編　ショー&パレード編（ブルーレイ / DVD、2015年2月4日発売）（デールの声）

  - 東京ディズニーランド アトラクション『ロジャーラビットのカートゥーンスピン』（スチューピッド）
  - 東京ディズニーランド スペシャルパレード『ディズニー・クリスマス・ストーリーズ』（パレード前の振り付けレクチャーの声）
  - 東京ディズニーシー スペシャルイベント『ピクサー・プレイタイム』（バズ・ライトイヤー）
- 東京国立博物館「対決 巨匠たちの日本美術」音声ガイド（応挙）
- トランスフォーマーテレフォン（レーザークロー / プレダキング、ブルーティカス〈2代目〉）
- 日本マクドナルド「マクドナルドハッピーセット」TVCM（バズ・ライトイヤー）
- パチンコ・パチスロ Dororon えん魔くん メ〜ラめら（シャッポじい）
- CRフィーバースター・ウォーズ ダース・ベイダー降臨（ジャー・ジャー・ビンクス）

### シリーズ一覧
1. ↑  第1作（1987年）、第2作『2』（1989年）、第3作『3』（1989年）
2. ↑  第1期（1988年 - 1989年）、第2期『なんでも商会』（1989年）
3. ↑  テレビシリーズ（1990年）、特別編『日米コメ戦争』（1993年12月3日）
4. ↑  第1期（1995年）、第3期『TRY』（1997年）、第4期『REVOLUTION』（2008年）
5. ↑  『はっけん たいけん だいすき! しまじろう』（2008年 - 2010年）、『しまじろう ヘソカ』（2010年 - 2012年）、『しまじろうのわお!』（2012年 - ）
6. ↑  第2期『New Challenger』（2009年）、第3期『Rising』（2013年）
7. ↑  『XY』（2015年）、『XY&Z』（2016年）
8. ↑  第1期（2016年）、第2期『續』（2019年）
9. ↑  第1期（2016年）、第2期（2017年）、第5期（2021年）、第6期（2022年）、第7期（2024年）
10. ↑  第1期（2018年）、第2期（2020年）
11. ↑  第1シリーズ（2020年）、第2シリーズ（2021年）
12. ↑  第1期（2021年 - 2022年）、第2期『鉄錆の山の王』（2023年）
13. ↑  『F』（2000年）、『F.I.F』（2001年）、『SPIRITS』（2007年）、『GENESIS』（2016年）
14. ↑  『デッドストームパイレーツ』（2010年）、『SpecialEdition』（2014年）

### 初出話一覧
1. ↑  第103話初出
2. ↑  第51話初出
3. ↑  第83話初出
4. ↑  第3話初出